# Lithophane
Lithophane är ett släkte av fjärilar som beskrevs av Jacob Hübner 1821. Lithophane ingår i familjen nattflyn, Noctuidae.

## Dottertaxa tillLithophane, i alfabetisk ordning[1][2]
- Lithophane abita Brou & Lafontaine, 2009
- Lithophane adipel Benjamin, 1936
- Lithophane alaina Boursin, 1957
- Lithophane amanda Smith, 1900
- Lithophane antennata Walker, 1858
- Lithophane atara Smith, 1909
- Lithophane baileyi Grote, 1877
- Lithophane bethunei Grote & Robinson, 1868
- Lithophane boogeri Troubridge, 2006
- Lithophane brachyptera Staudinger, 1892
- Lithophane cinerosa Grote, 1879
- Lithophane consocia Borkhausen, 1792, Alträfly
  - Lithophane consocia grisea Graeser, 1889
- Lithophane contenta Grote, 1880
- Lithophane contra Barnes & Benjamin, 1924
- Lithophane dailekhi Hreblay & Ronkay, 1999
- Lithophane dilatocula Smith, 1900
- Lithophane disposita Morrison, 1874
- Lithophane fagina Morrison, 1874
- Lithophane franclemonti Metzler, 1998
- Lithophane furcifera Hufnagel, 1766, Gaffeltecknat träfly
- Lithophane furiosa Hreblay & Ronkay, 1999
- Lithophane gausapata Grote, 1883
- Lithophane georgii Grote, 1875
- Lithophane glauca Hreblay & Ronkay, 1998
- Lithophane griseobrunnea Hreblay & Ronkay, 1999
- Lithophane grotei Riley, 1882
- Lithophane hemina Grote, 1874
- Lithophane holophaea Draudt, 1934
- Lithophane innominata Smith, 1893
- Lithophane itata Smith, 1899
- Lithophane jefferyi Troubridge & Lafontaine, 2003
- Lithophane joannis Covell & Metzler, 1992
- Lithophane laceyi Barnes & McDunnough, 1913
- Lithophane lamda Fabricius, 1787, Blågrått träfly
- Lithophane lanei Troubridge, 2006
- Lithophane lapidea Hübner, 1808
  - Lithophane lapidea cypriaca Boursin, 1957
- Lithophane laticinerea Grote, 1874
- Lithophane laurentii Köhler, 1961
- Lithophane leautieri Boisduval, 1829
  - Lithophane leautieri andalusica Boursin, 1962
  - Lithophane leautieri cyrnos Boursin, 1957
  - Lithophane leautieri hesperica Boursin, 1957
  - Lithophane leautieri nicaeensis Boursin, 1957
  - Lithophane leautieri ochreimacula Rothschild, 1914
  - Lithophane leautieri sabinae Geyer
- Lithophane ledereri Staudinger, 1892
- Lithophane leeae Walsh, 2009
- Lithophane lemmeri Barnes & Benjamin, 1929
- Lithophane lenneri Barnes & Benjamin, 1929
- Lithophane lepida Grote, 1878
- Lithophane longior Smith, 1899
- Lithophane merckii Rambur, 1832
- Lithophane mouterdei Boursin, 1955
- Lithophane nagaii Sugi, 1958
- Lithophane nasar Smith, 1909
- Lithophane oriunda Grote, 1874
- Lithophane ornitopus Hufnagel, 1766, Ljusgrått träfly
  - Lithophane ornitopus pitzalisi Hartig, 1976
- Lithophane pacifica Kononenko, 1978
- Lithophane patefacta Walker, 1858
- Lithophane pertorrida McDunnough, 1942
- Lithophane petulca Grote, 1874
- Lithophane pexata Grote, 1874
- Lithophane plumbealis Matsumura, 1926
- Lithophane ponderosa Troubridge & Lafontaine, 2003
- Lithophane pruena Dyar, 1910
- Lithophane pruinosa Butler, 1878
- Lithophane puella Smith, 1900
- Lithophane querquera Grote, 1874
- Lithophane remota Hreblay & Ronkay, 1998
- Lithophane ricardi Barnes & Benjamin, 1927
- Lithophane rosinae Püngeler, 1906
- Lithophane scottae Troubridge, 2006
- Lithophane semibrunnea Haworth, 1809, Askträfly
  - Lithophane semibrunnea wiltshirei Boursin, 1962
- Lithophane semiusta Grote, 1874
- Lithophane signosa Walker, 1857
- Lithophane socia Hufnagel, 1766, Gråbrunt träfly
- Lithophane stineae Benedek, Babics & Saldaitis, 2013
- Lithophane subtilis Franclemont, 1969
- Lithophane tarda Barnes & Benjamin, 1925
- Lithophane tephrina Franclemont, 1969
- Lithophane tepida Grote, 1874
- Lithophane thaxteri Grote, 1874
  - Lithophane thaxteri alaskensis Barnes, 1928
  - Lithophane thaxteri rosetta Barnes, 1928
- Lithophane thujae Webster & Thomas, 2000
- Lithophane torrida Smith, 1899
- Lithophane trimorpha Hreblay & Ronkay, 1997
- Lithophane unimoda Lintner, 1878
- Lithophane ustulata Butler, 1878
- Lithophane vanduzeei Barnes, 1928
- Lithophane venusta Leech, 1889
  - Lithophane venusta fibigeri Hreblay & Ronkay, 1998
  - Lithophane venusta yazakii Yoshimoto, 1987
- Lithophane violascens Hreblay & Ronkay, 1998
- Lithophane viridipallens Grote, 1877

## Bildgalleri
Preparerade (uppnålade) imago fjärilar

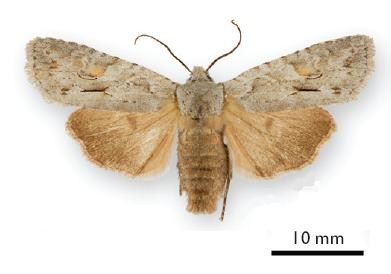
Lithophane abita
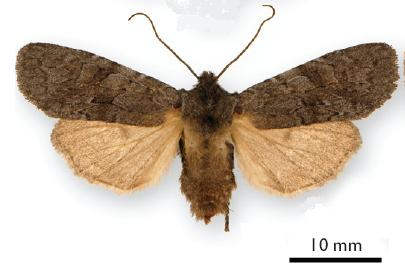
Lithophane adipel
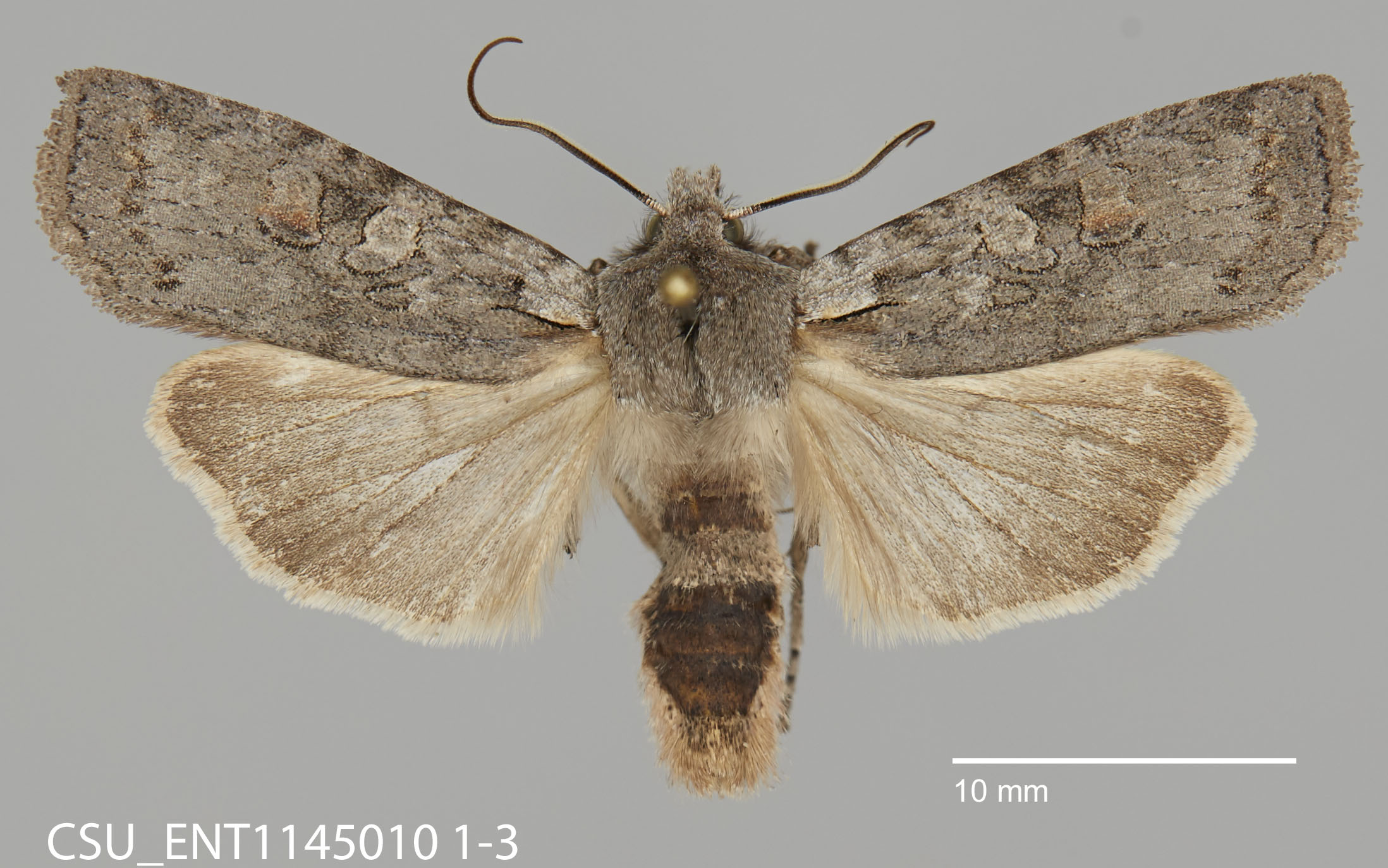
Lithophane antennata
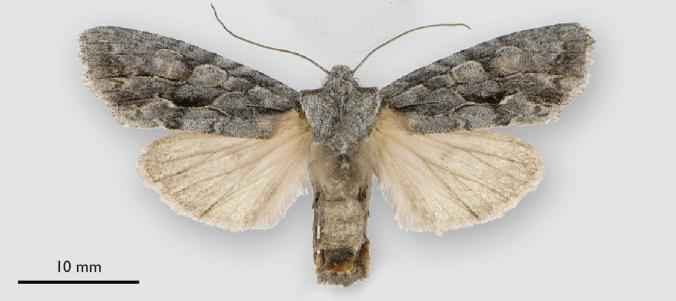
Lithophane atara
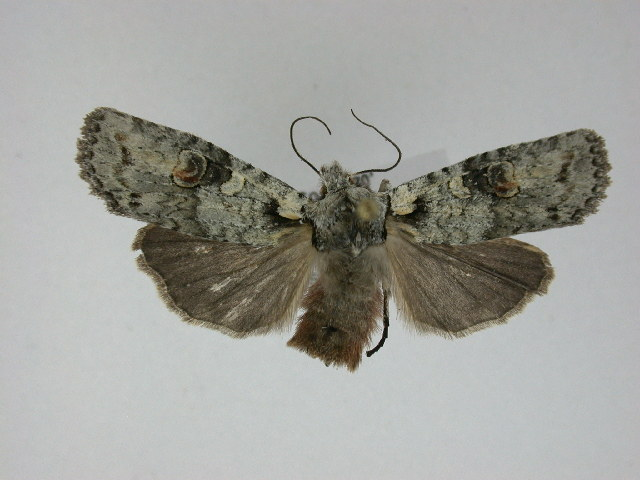
Lithophane baileyi
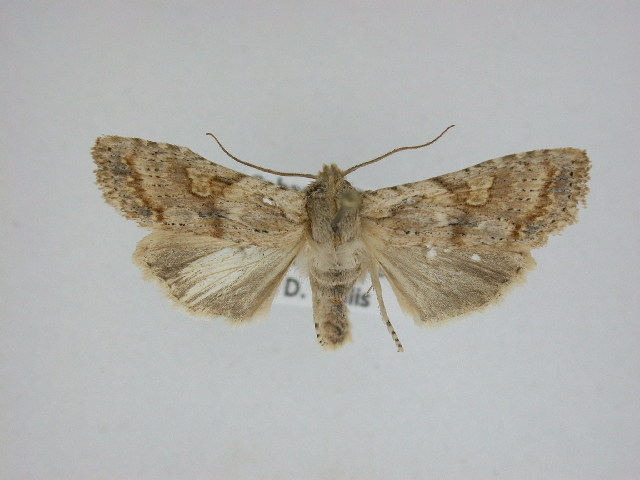
Lithophane bethunei
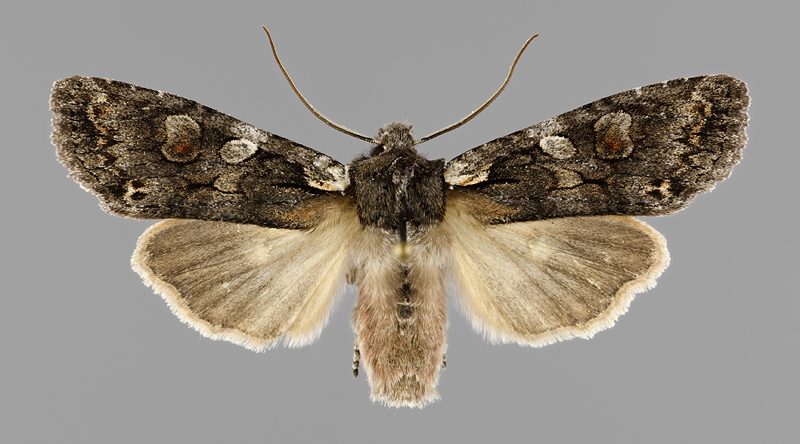
Alträfly, Lithophane consocia
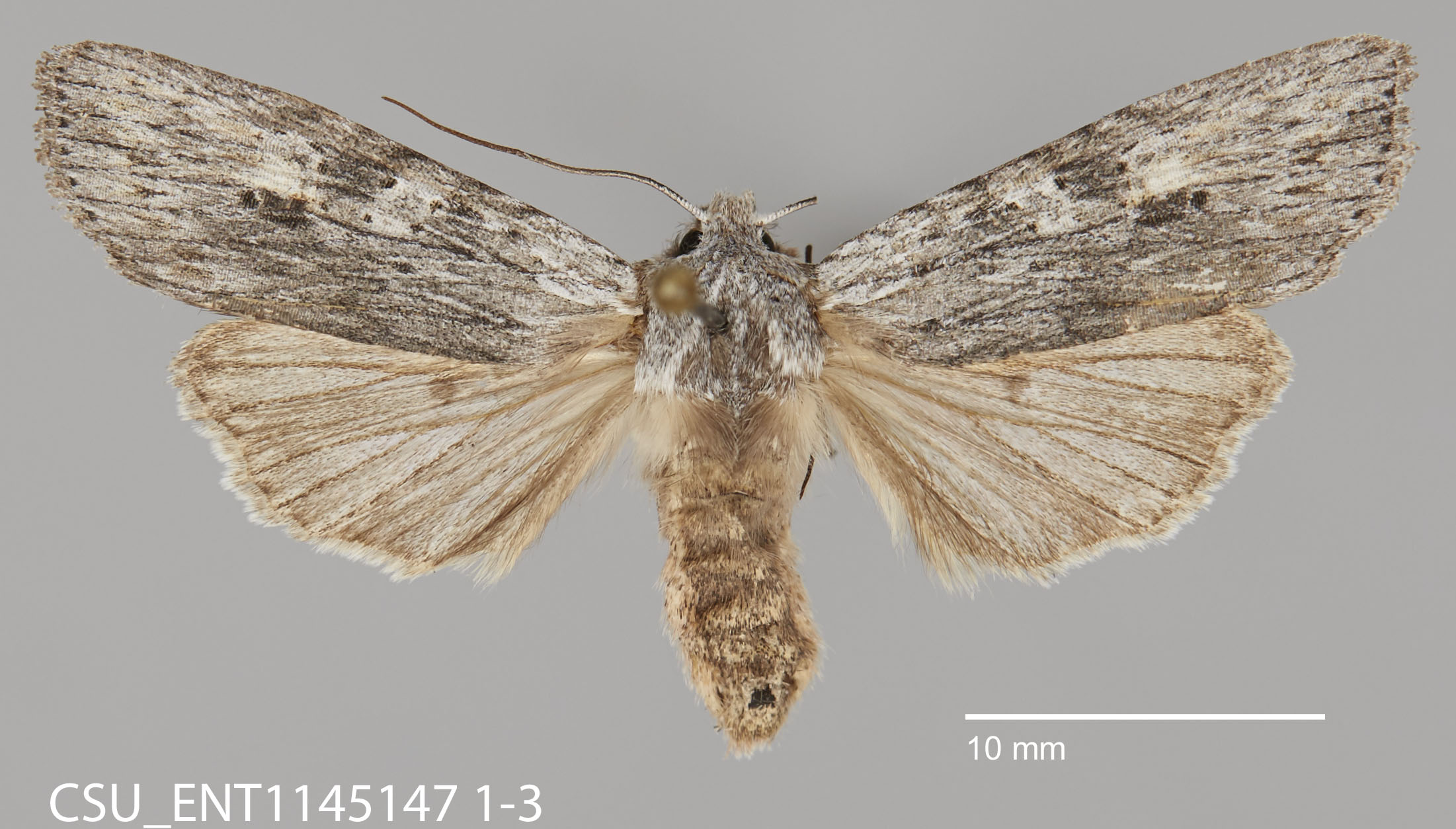
Lithophane contenta
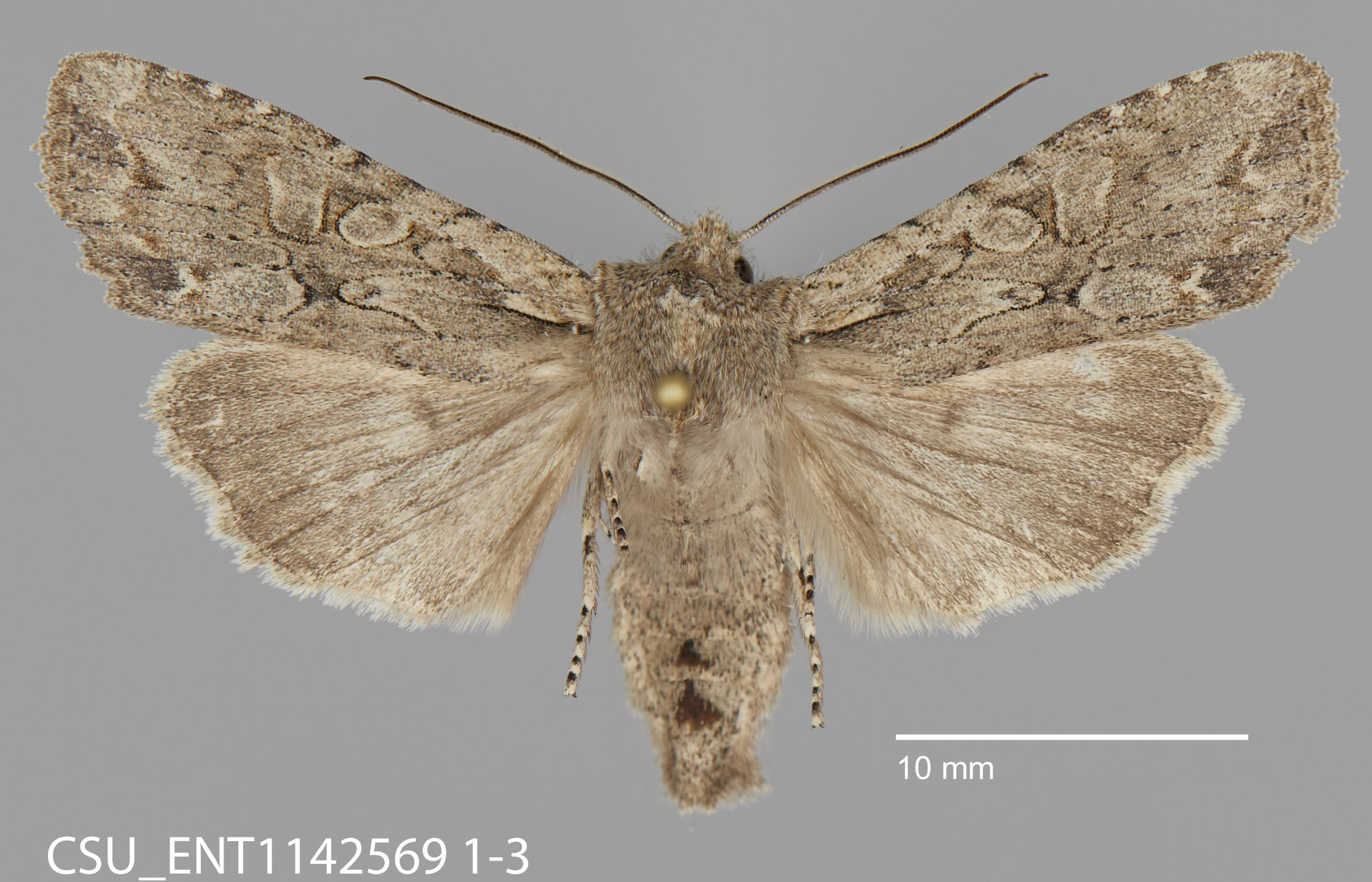
Lithophane disposita
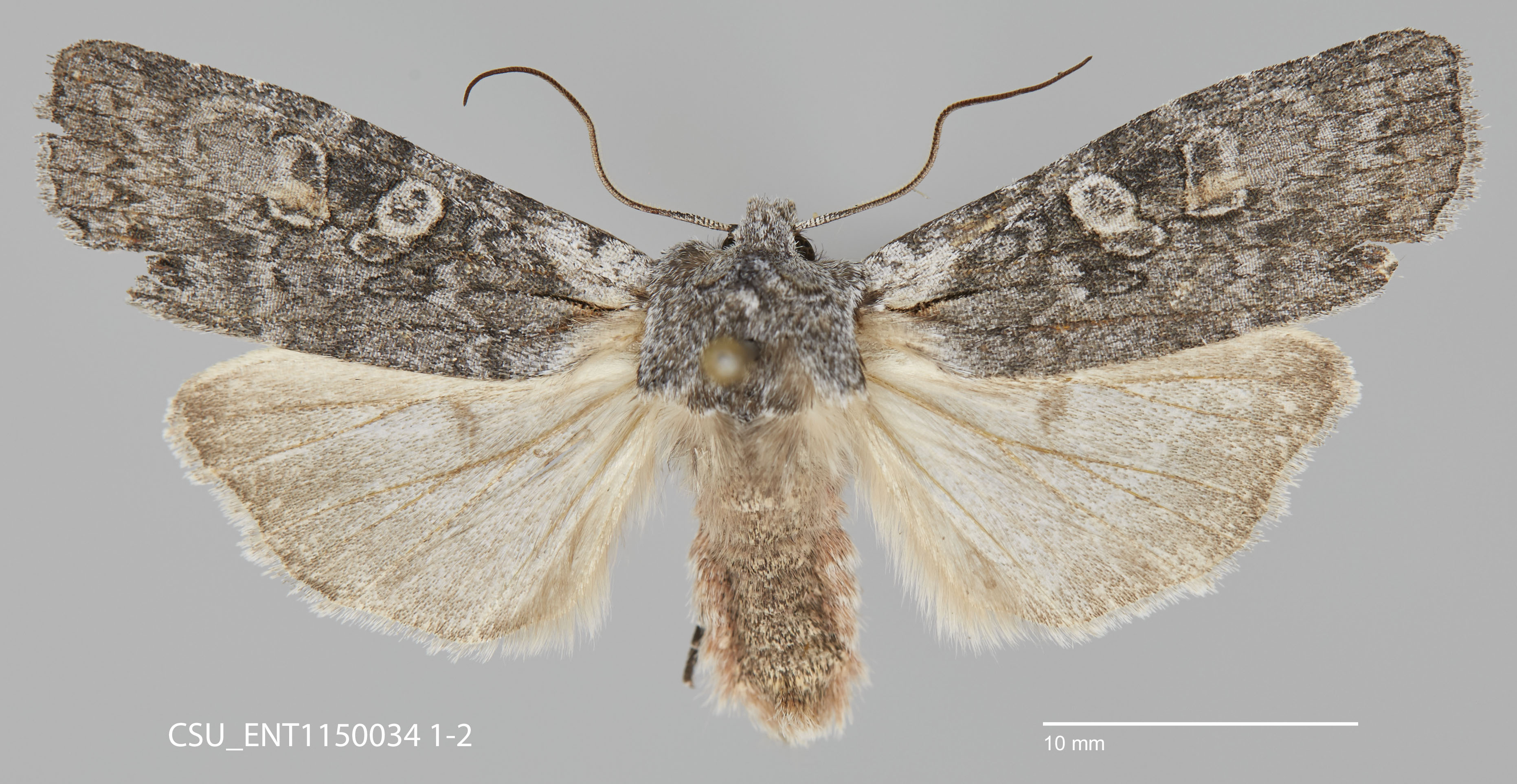
Lithophane georgii
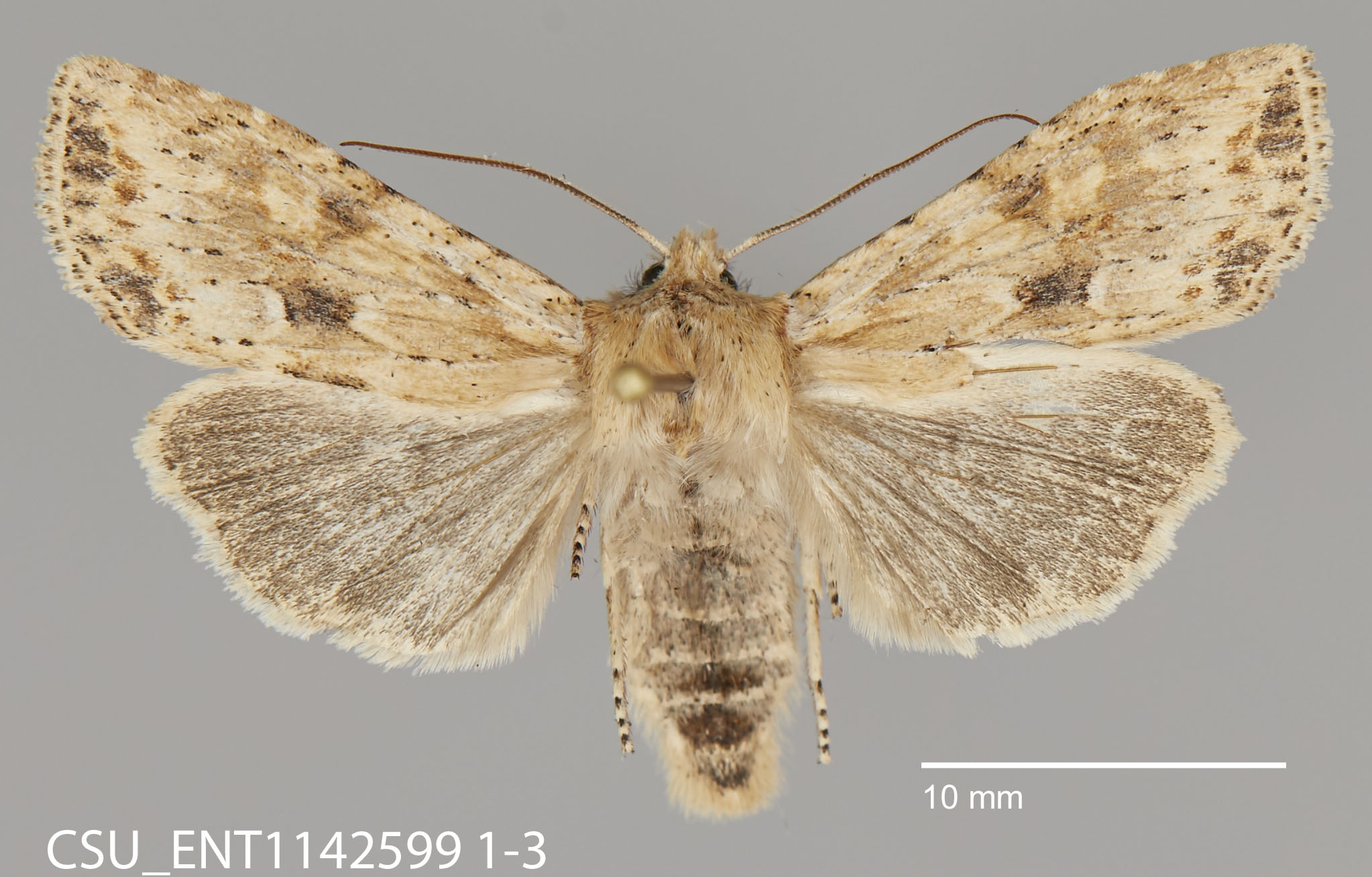
Lithophane innominata
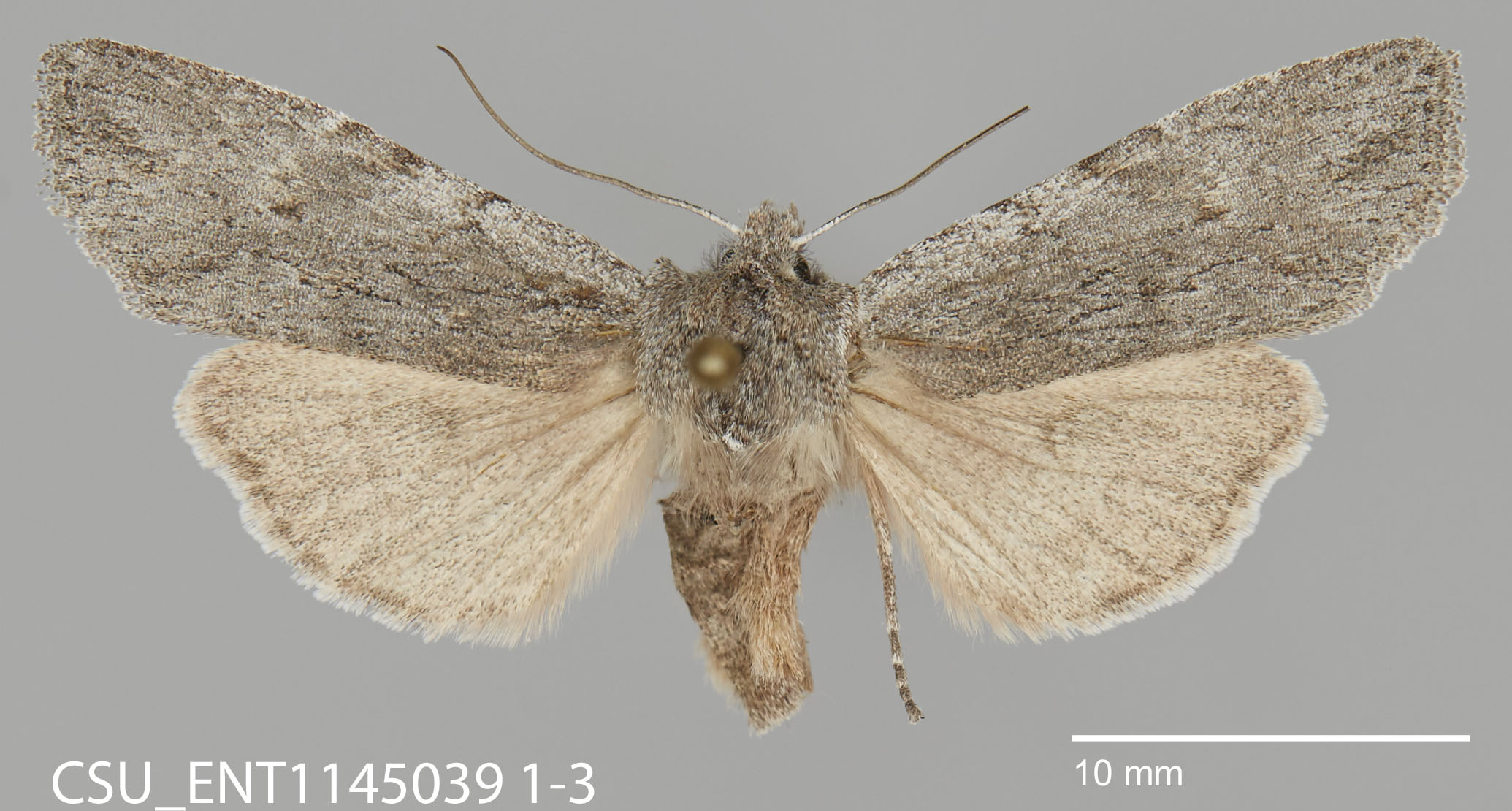
Lithophane itata
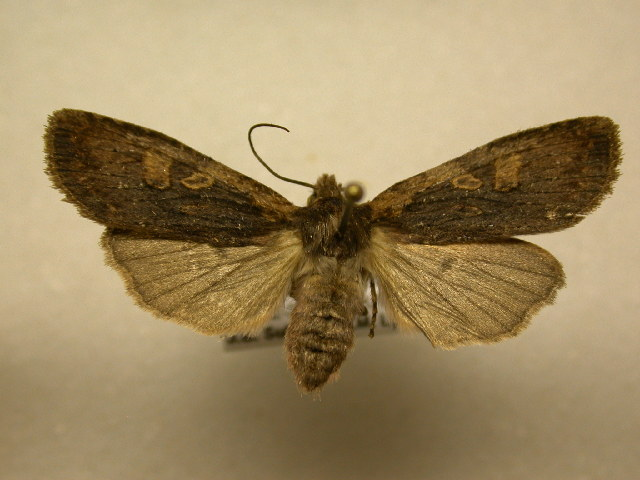
Lithophane joannis
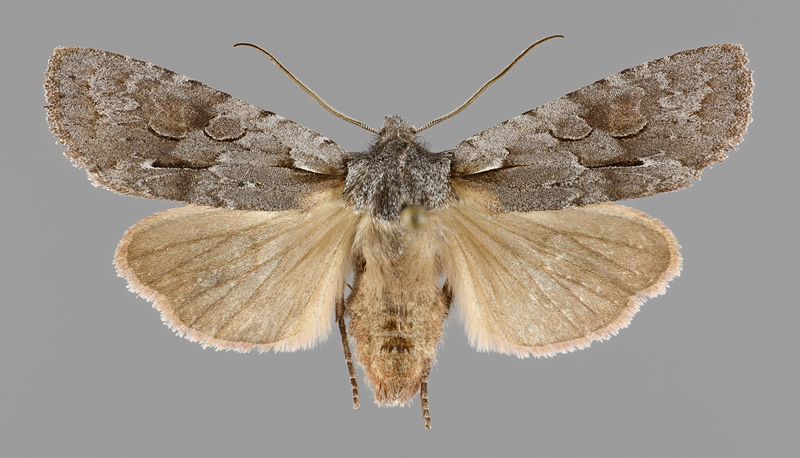
Blågrått träfly, Lithophane lamda
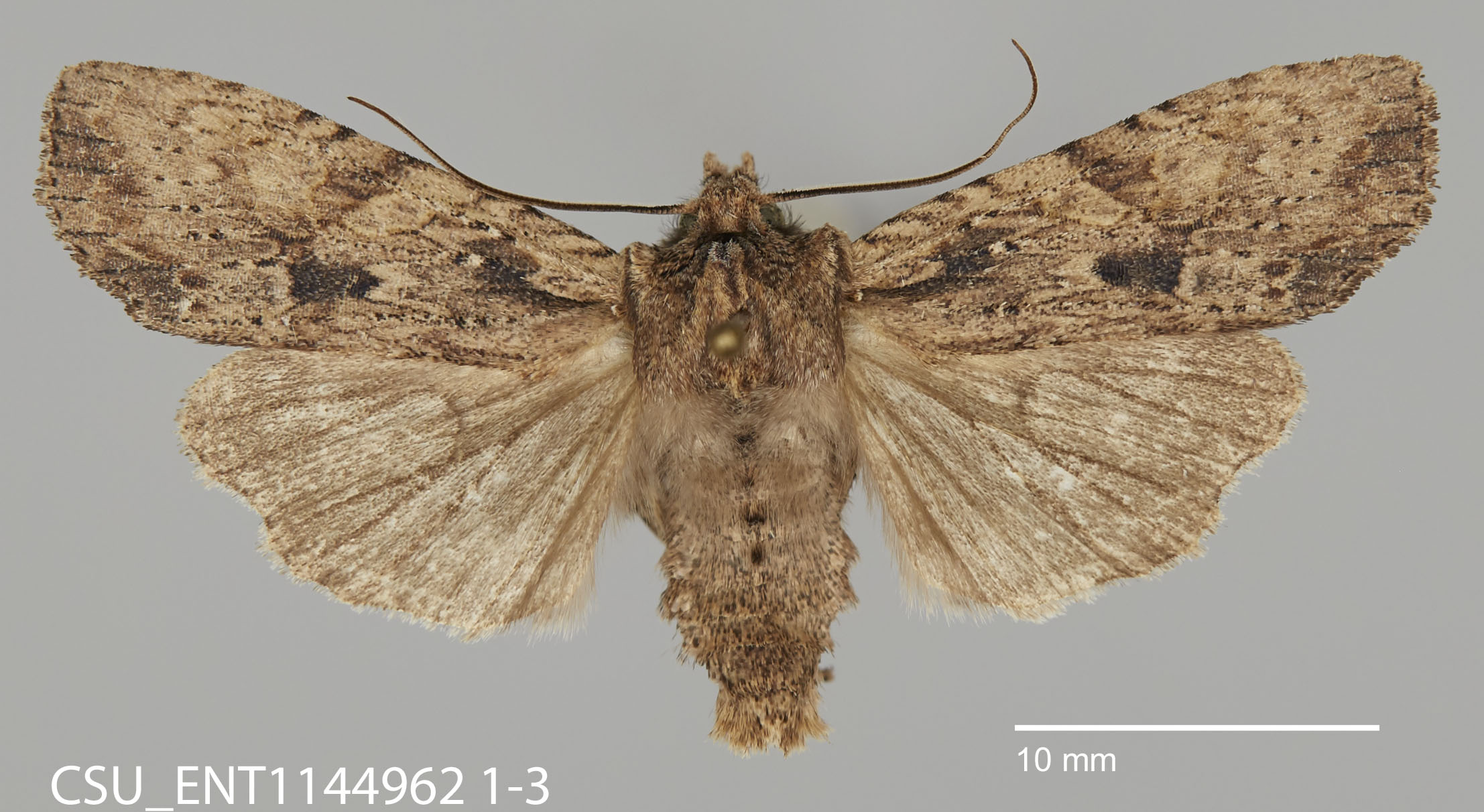
Lithophane lanei
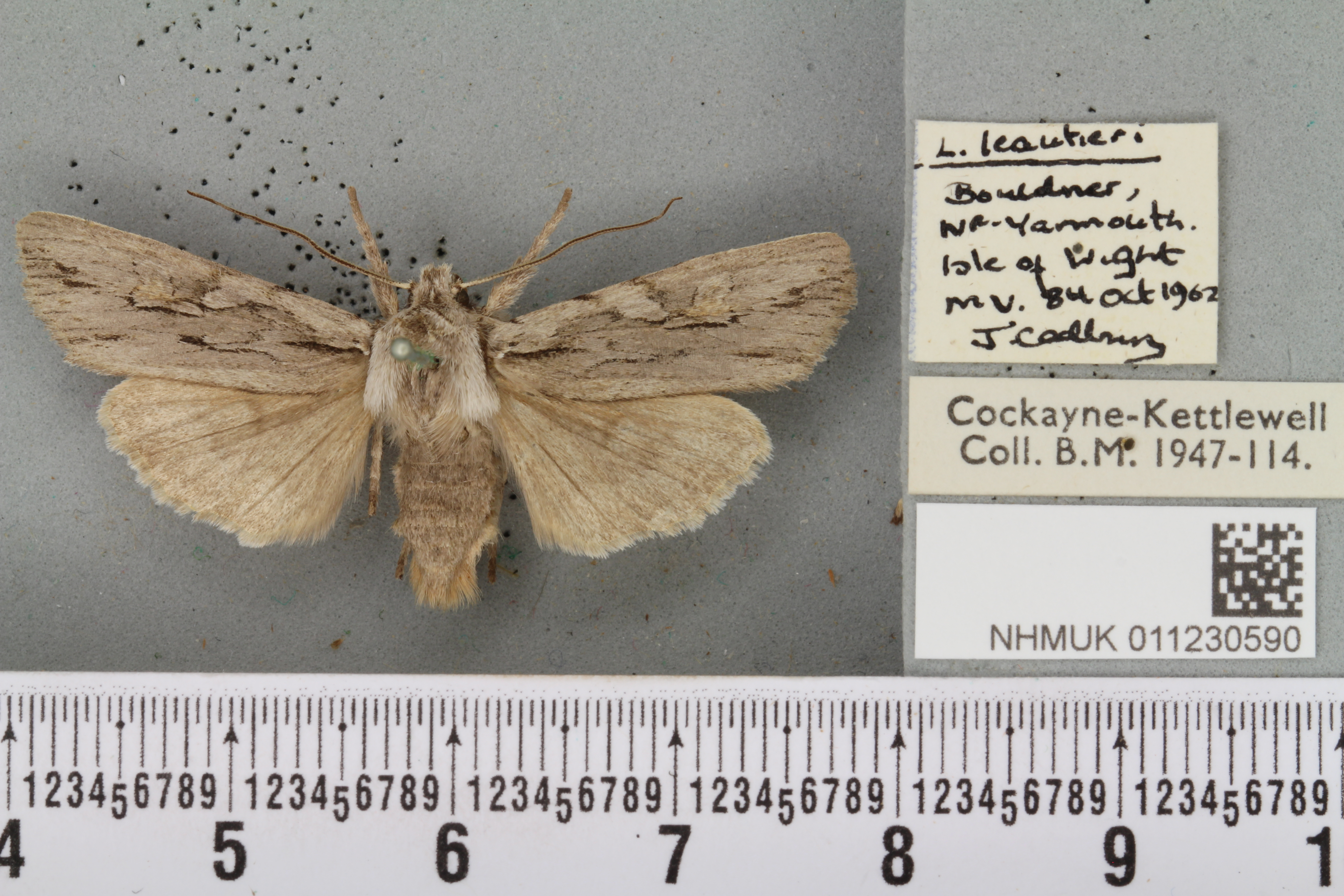
Lithophane leautieri spp. hesperica
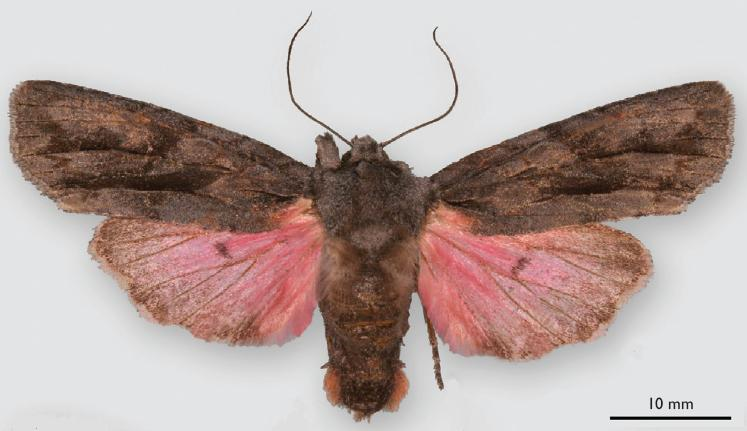
Lithophane leeae
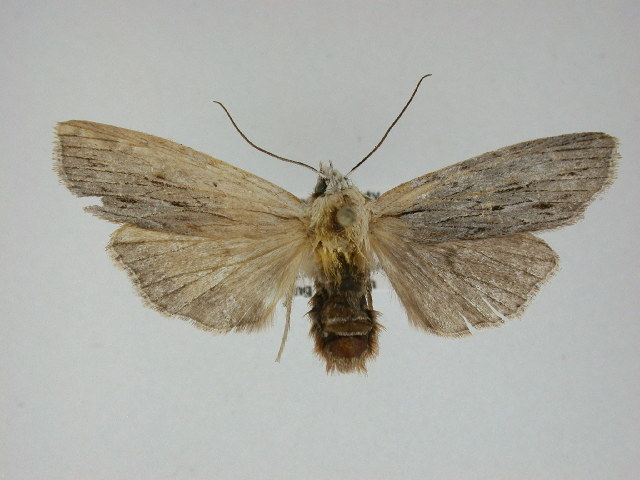
Lithophane lemmeri
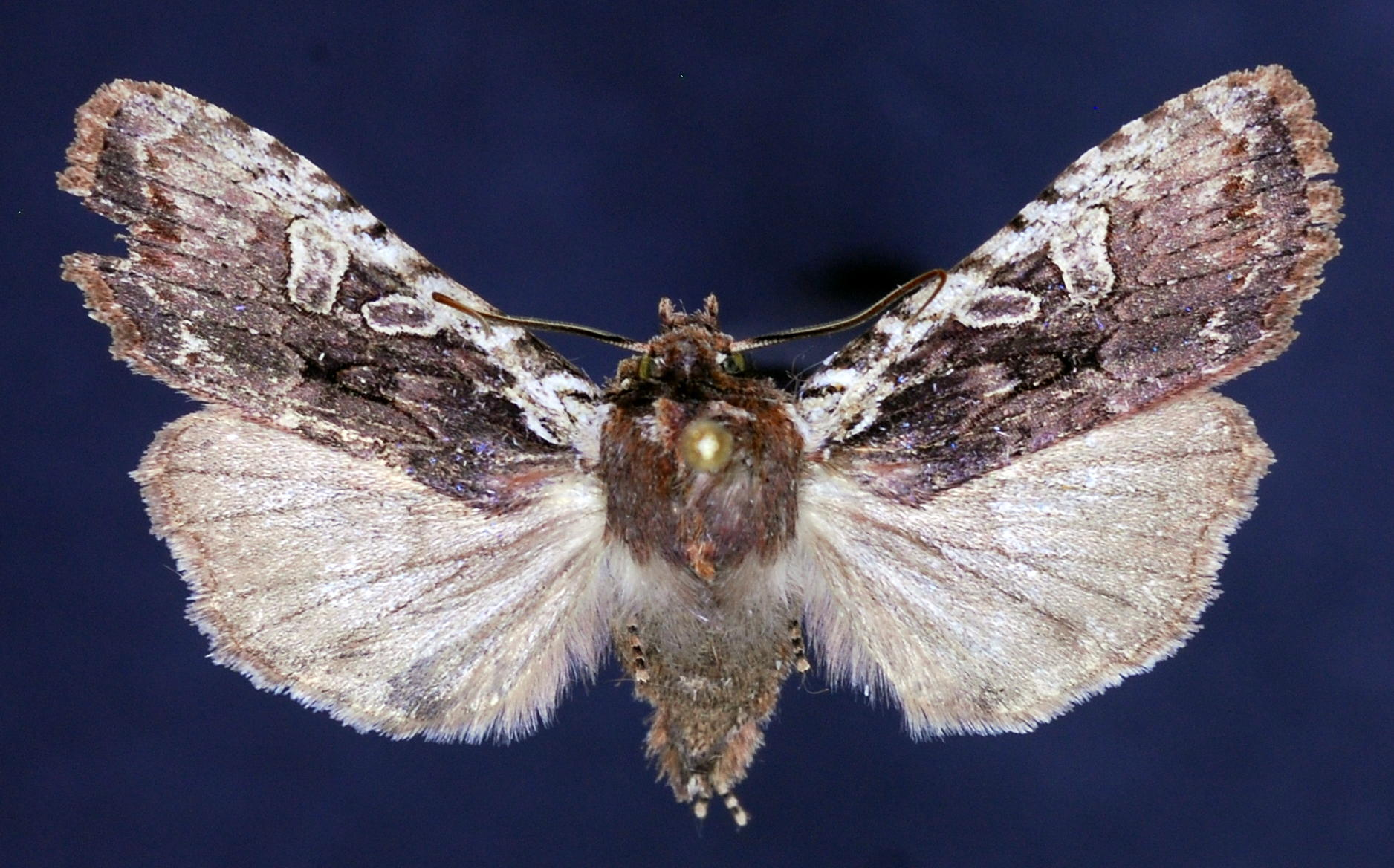
Lithophane oriunda
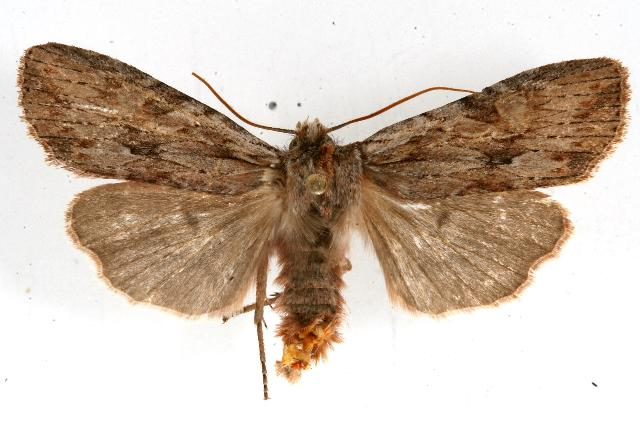
Lithophane petulca
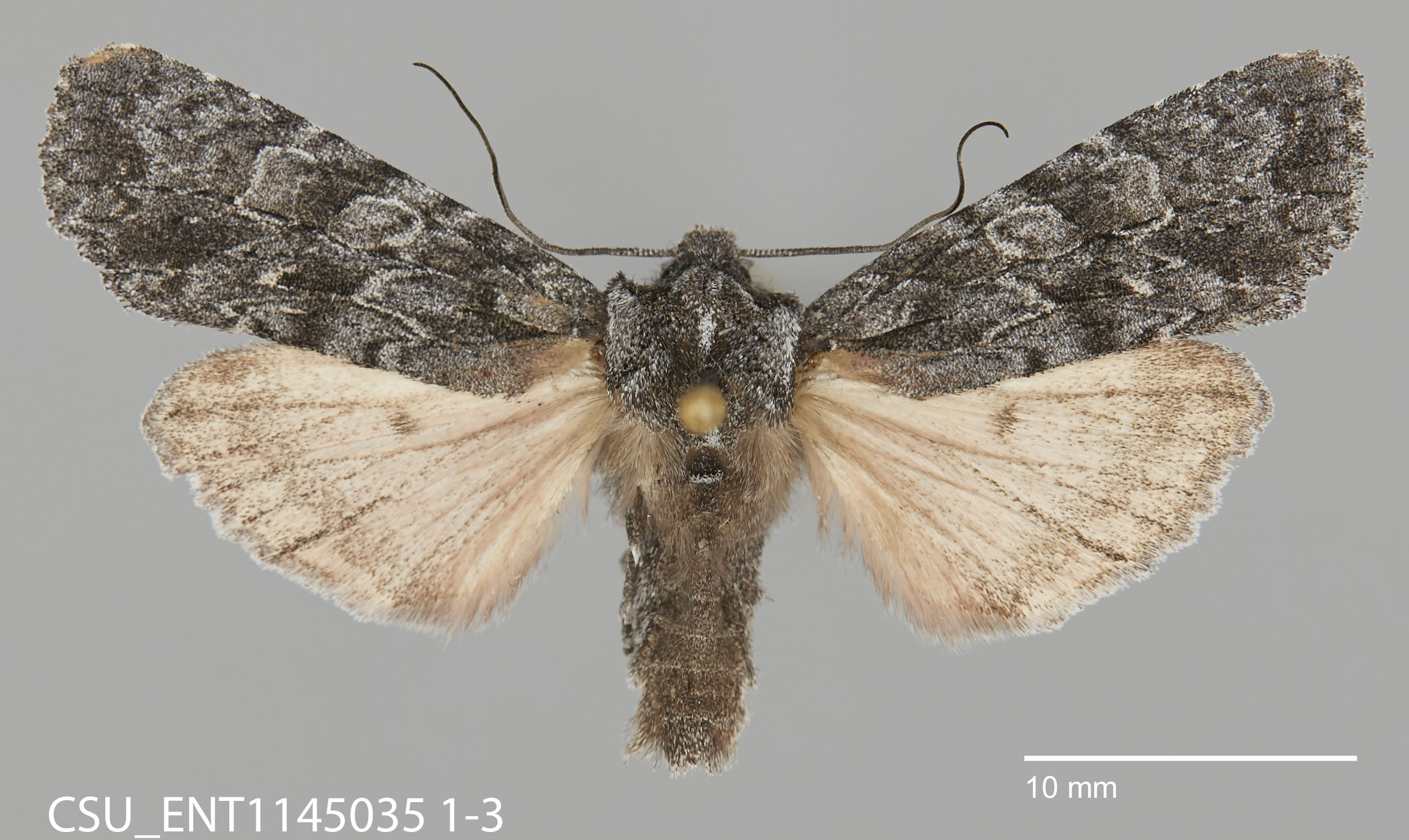
Lithophane ponderosa
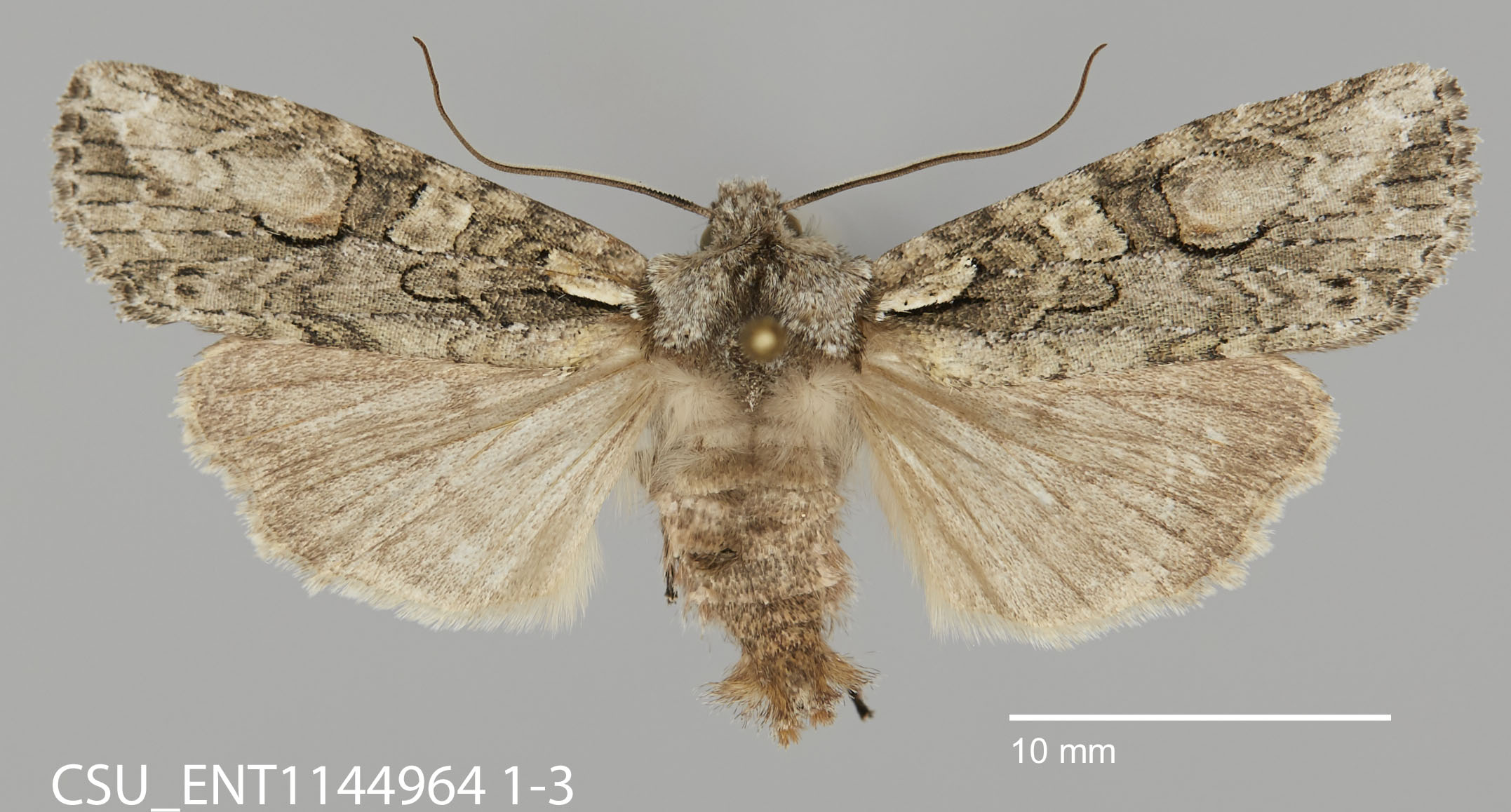
Lithophane scottae
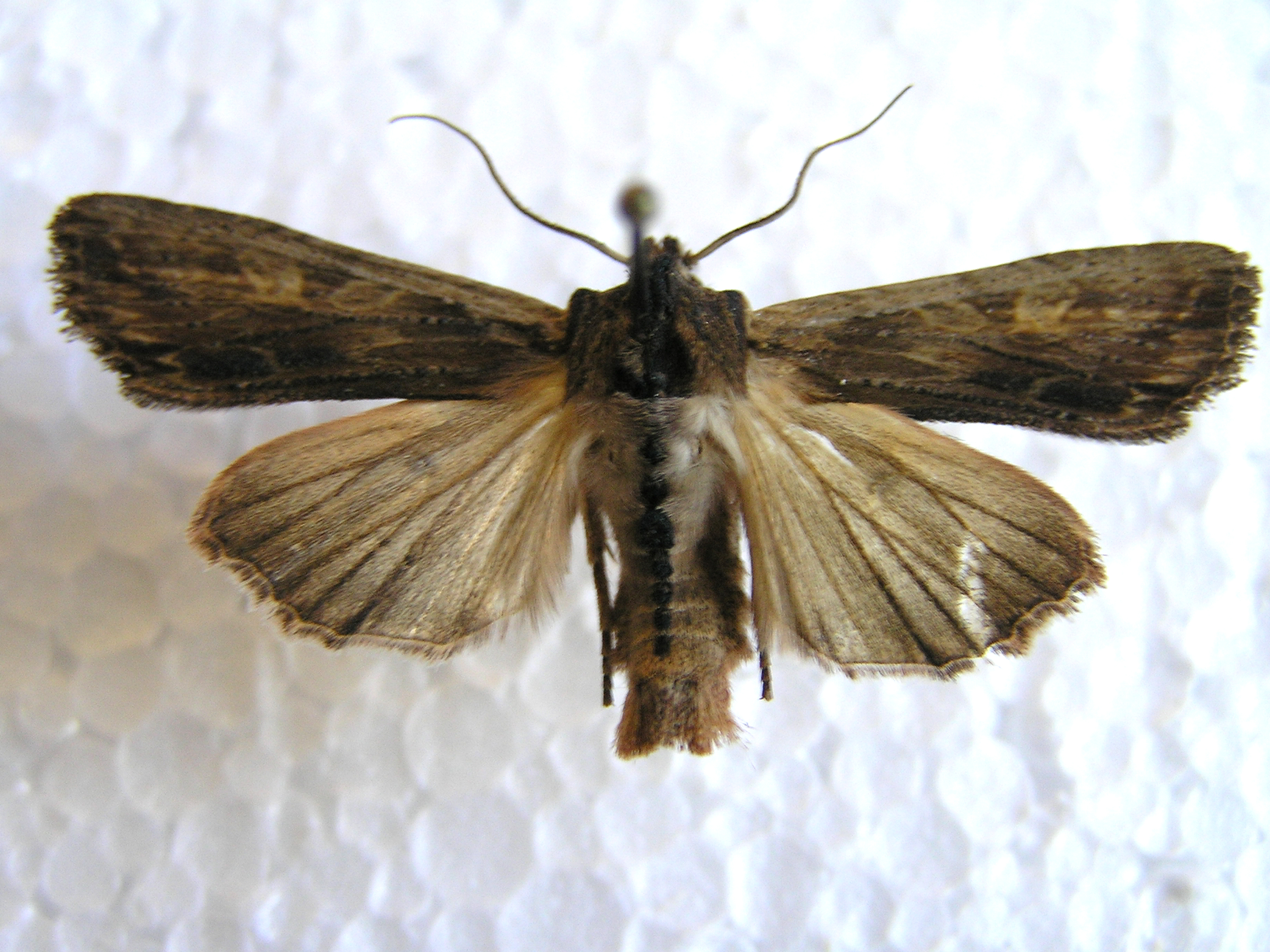
Askträfly, Lithophane semibrunnea
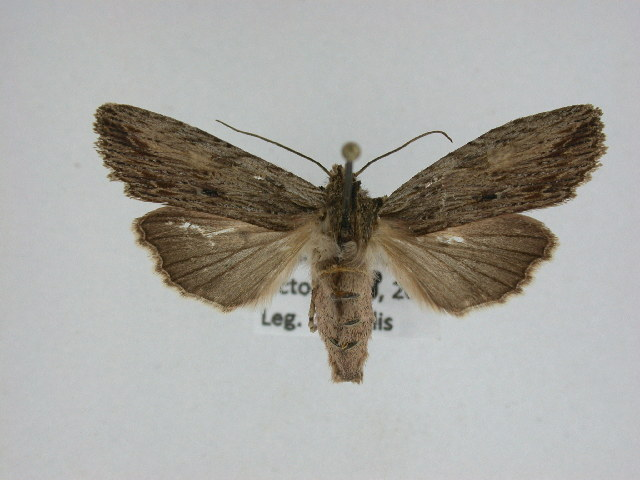
Lithophane signosa
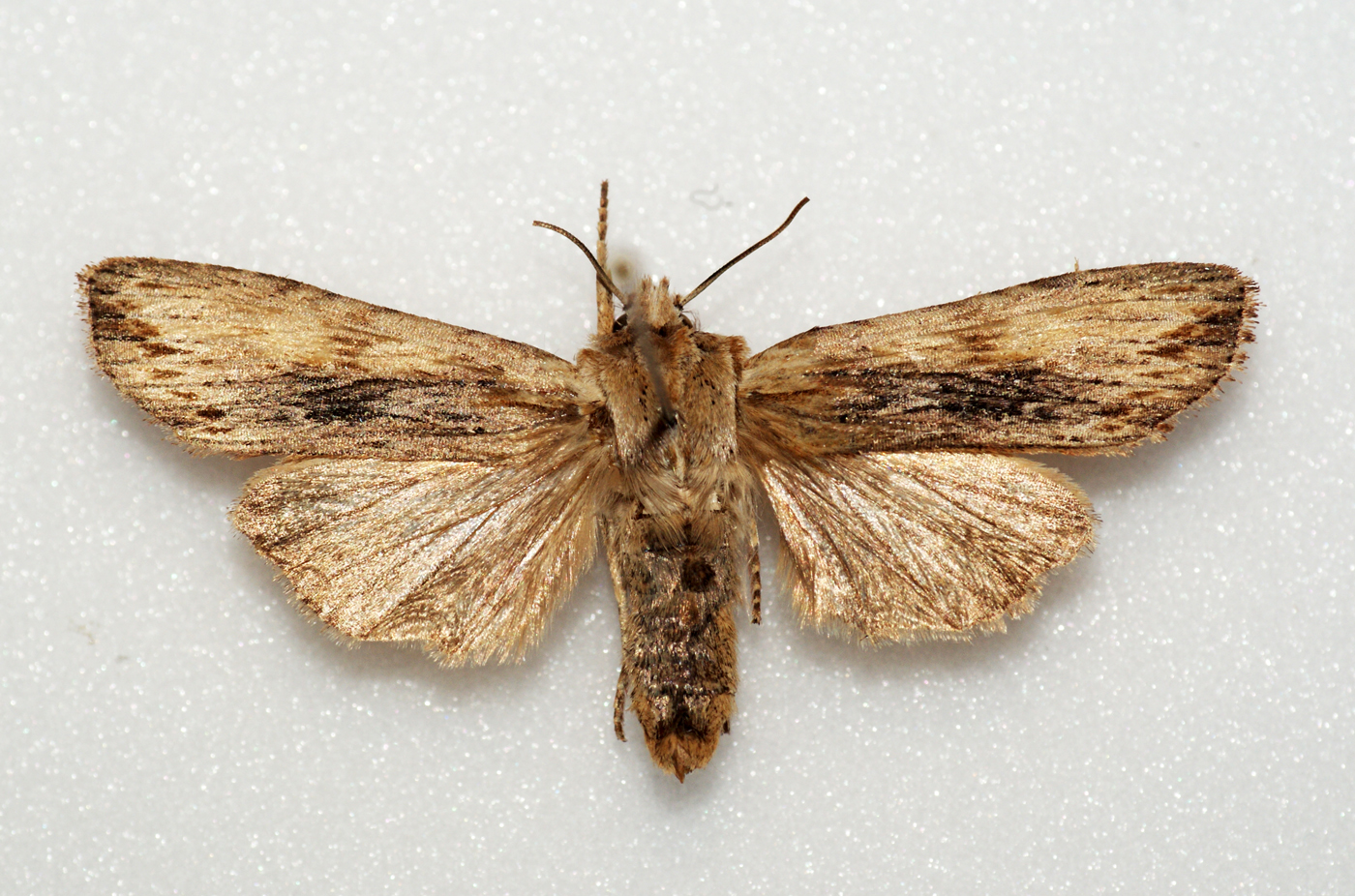
Gråbrunt träfly, Lithophane socia
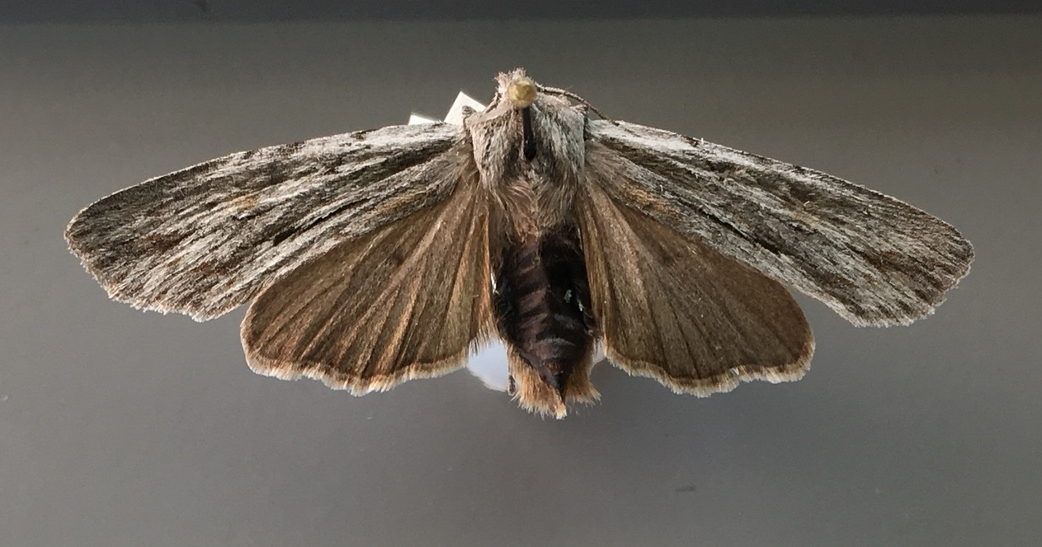
Lithophane subtilis
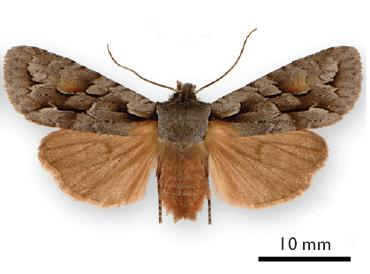
Lithophane thaxteri
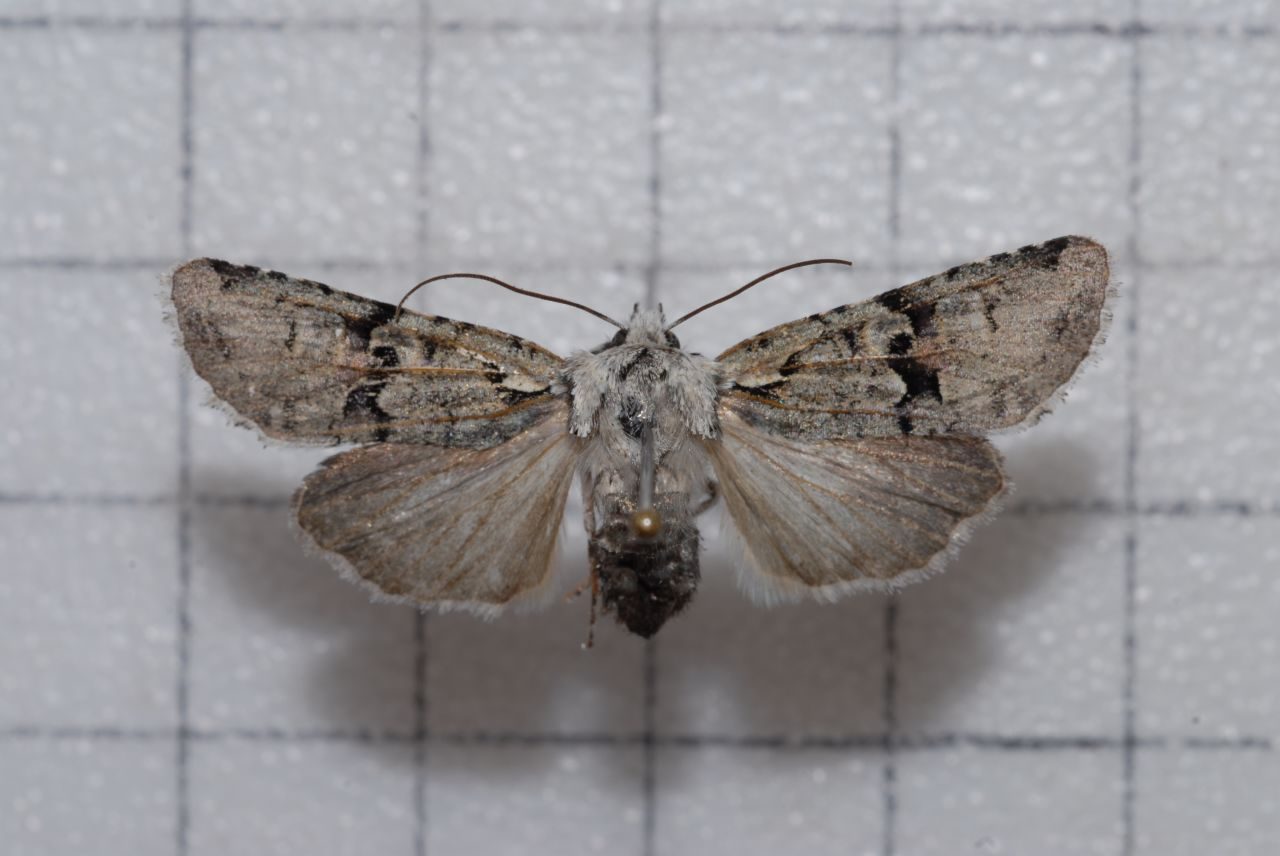
Lithophane venusta spp. yazakii
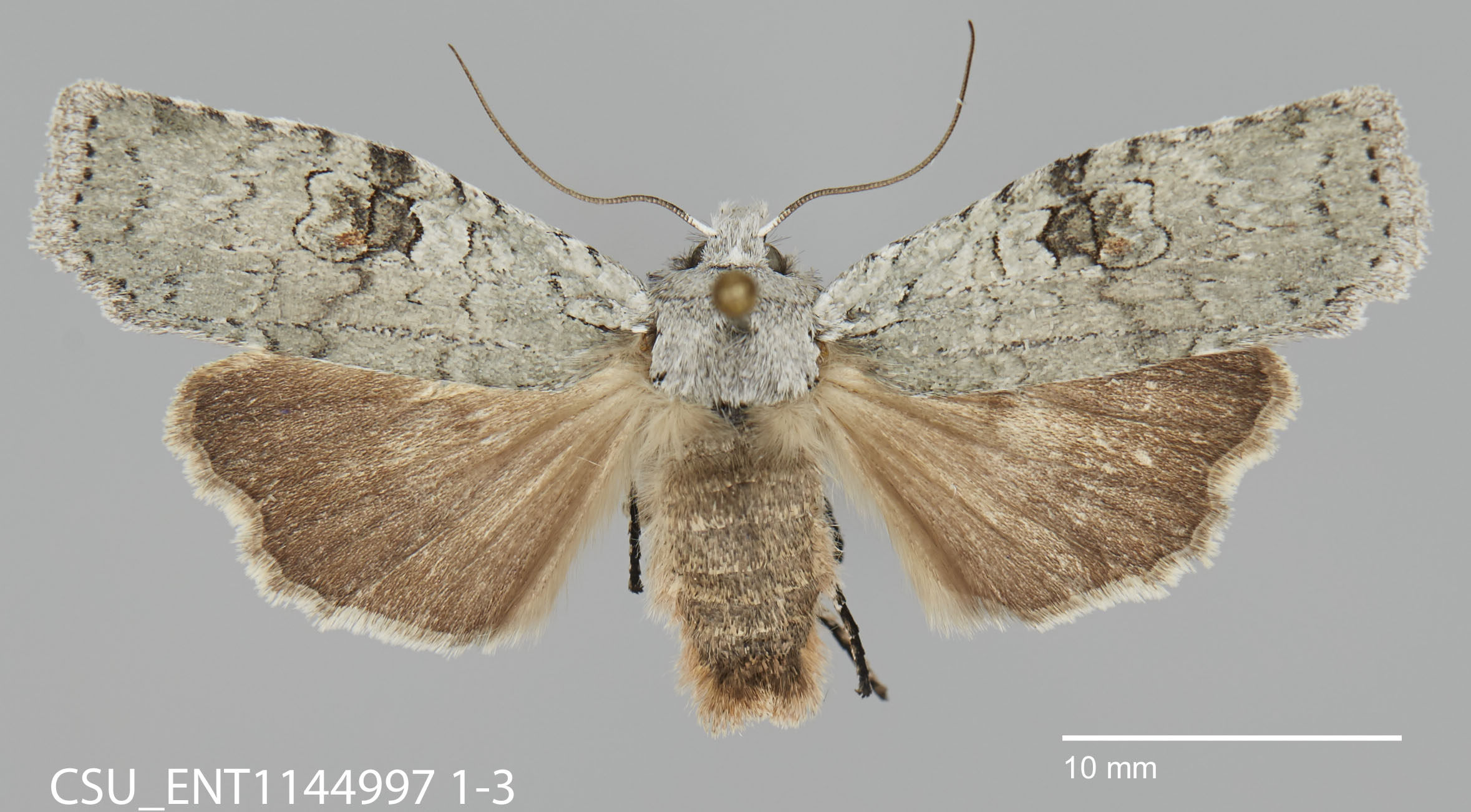
Lithophane viridipallens

Levande imago fjärilar:

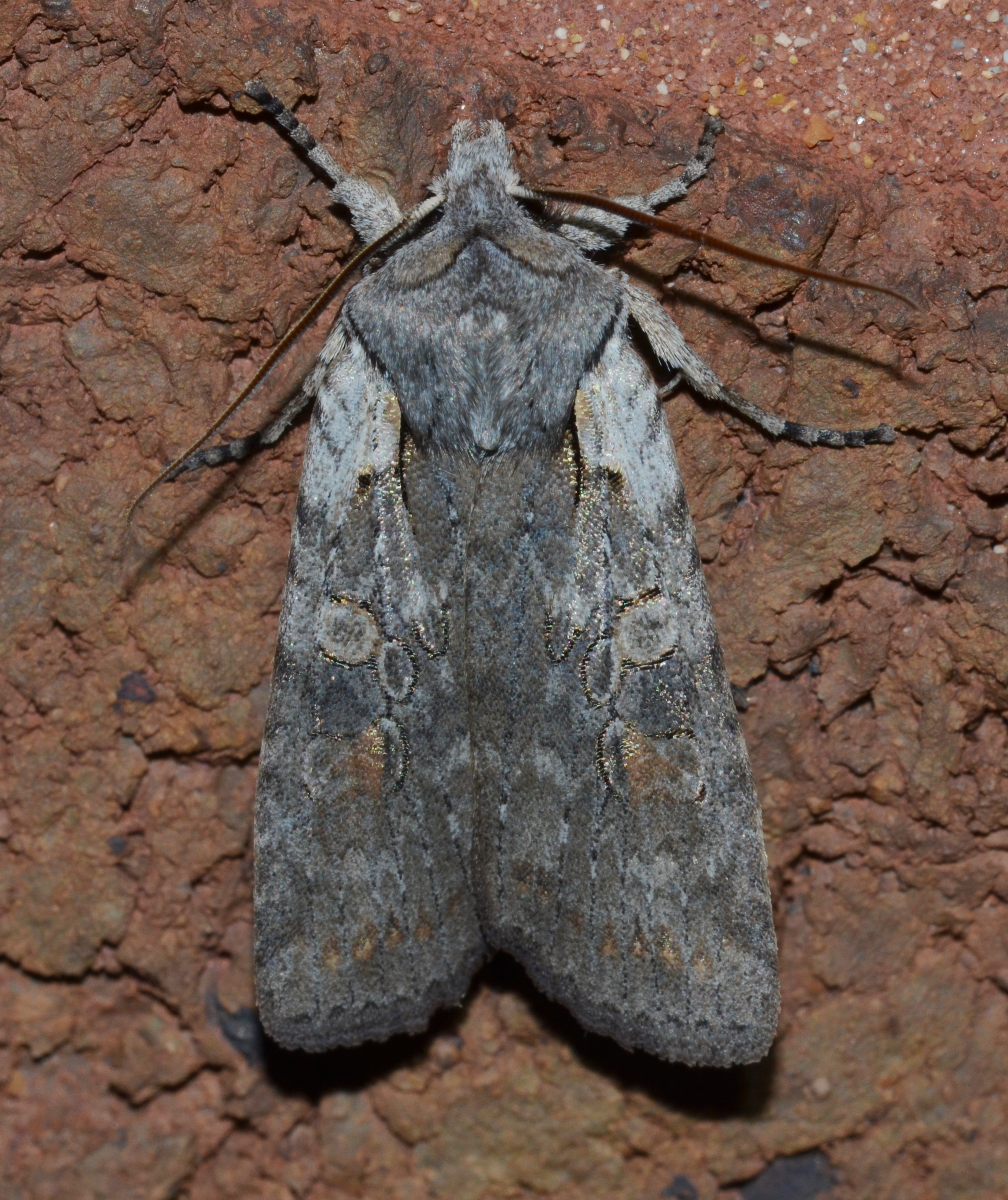
Lithophane antennata
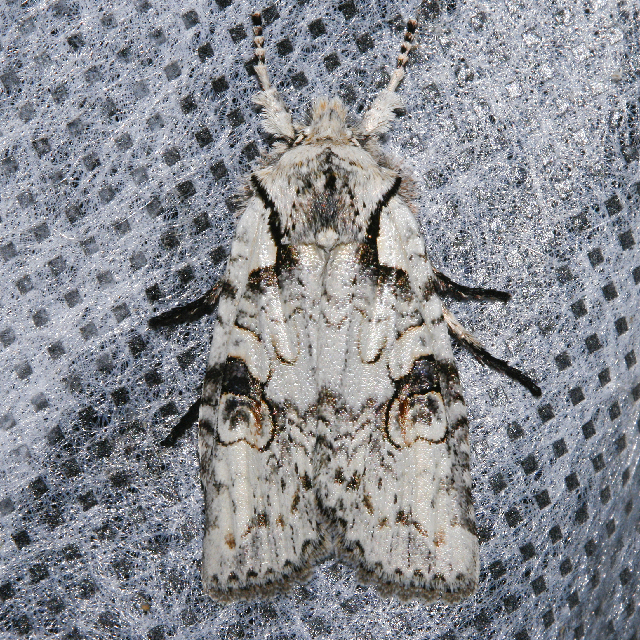
Lithophane baileyi
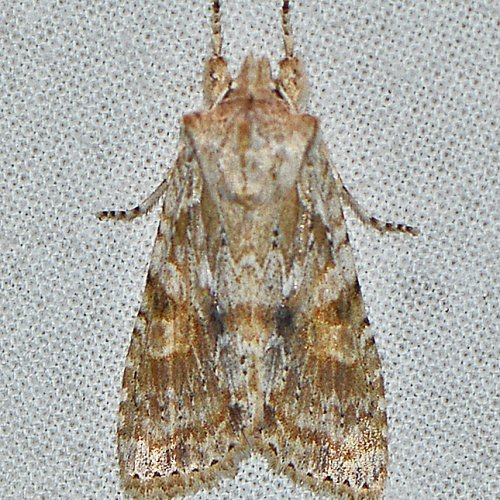
Lithophane bethunei
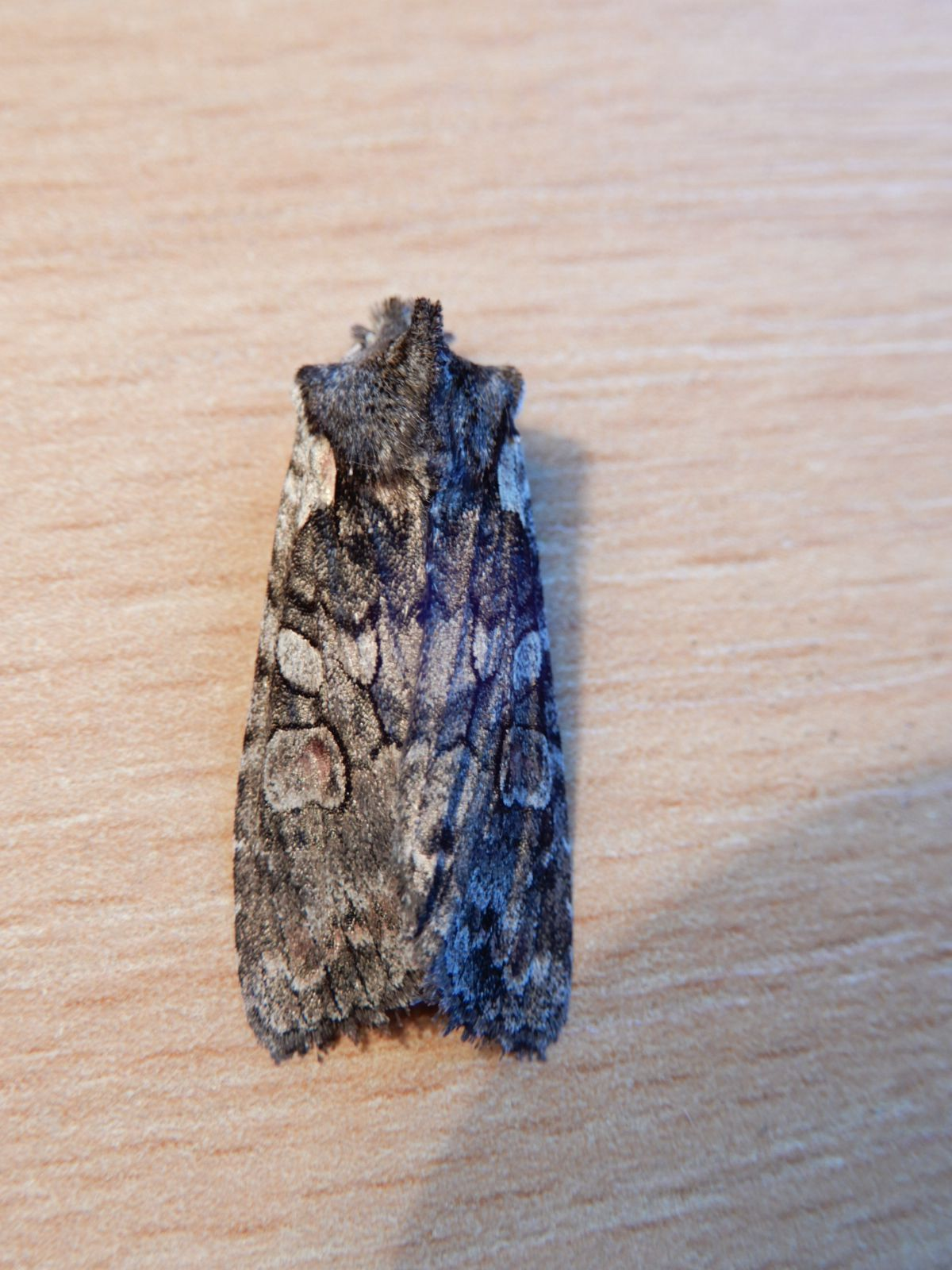
Alträfly, Lithophane consocia
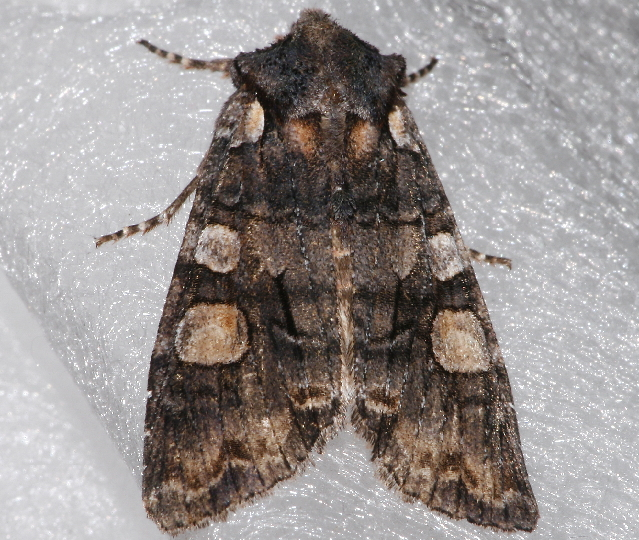
Lithophane dilatocula
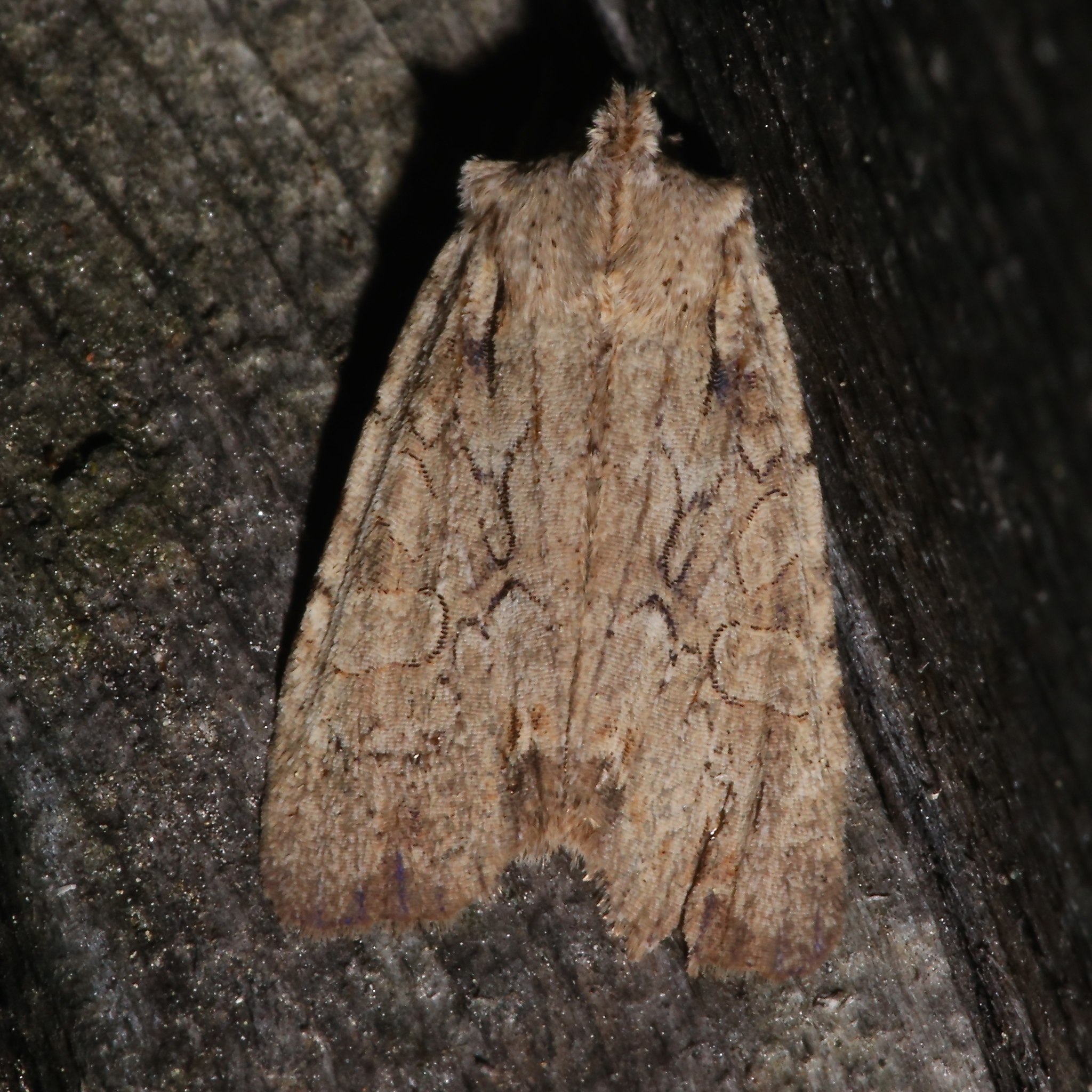
Lithophane disposita
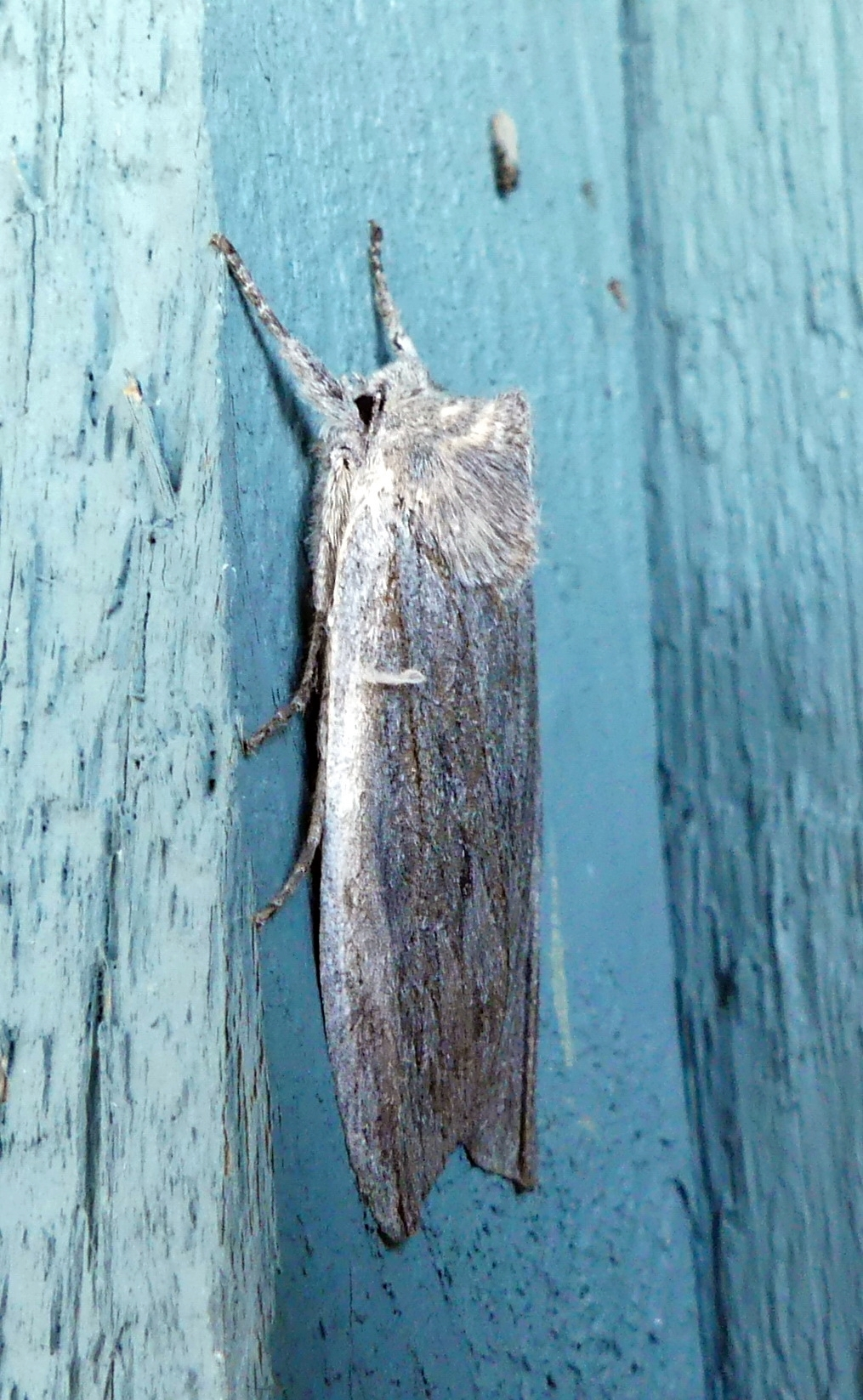
Lithophane fagina
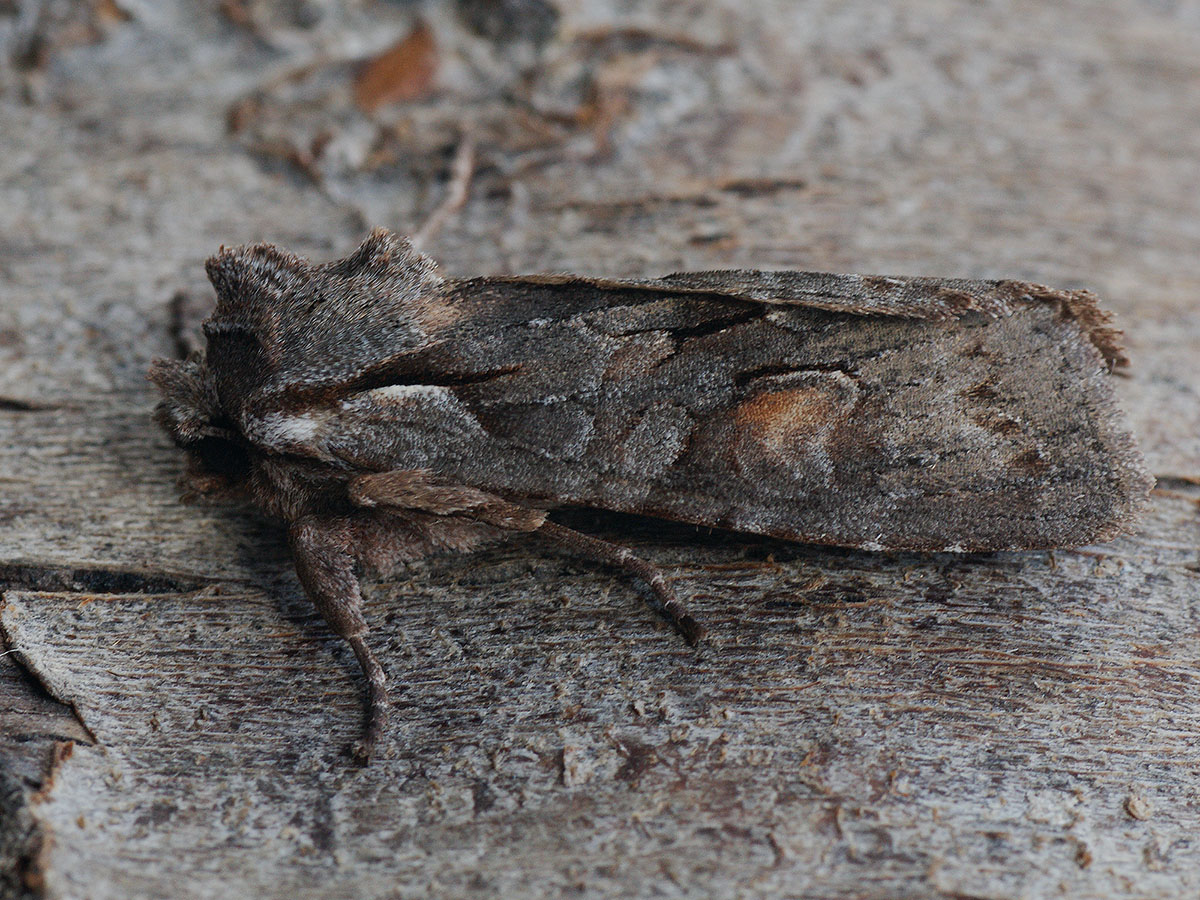
Gaffeltecknat träfly, Lithophane furcifera
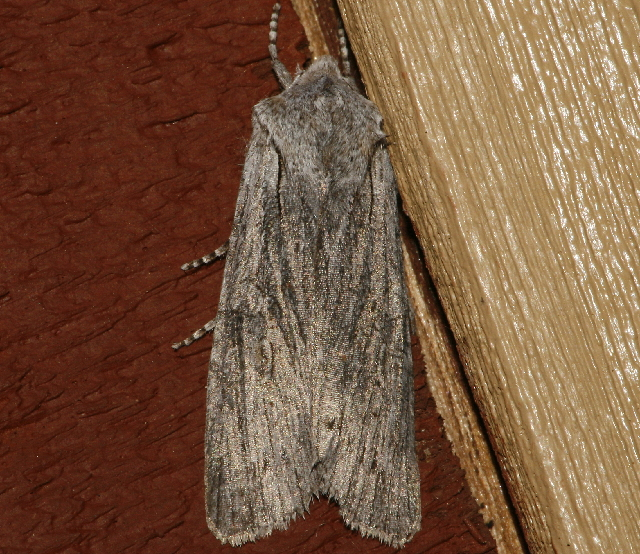
Lithophane georgii
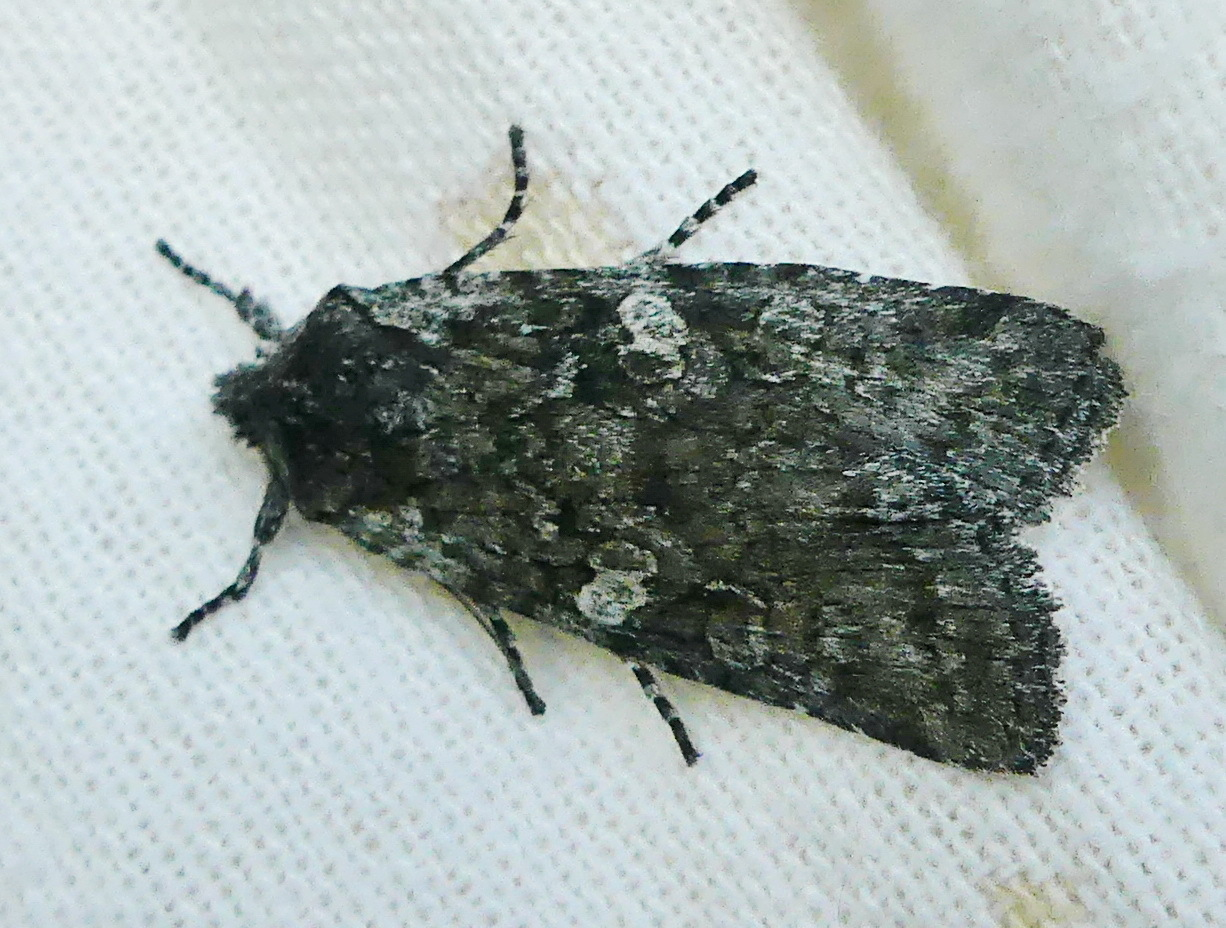
Lithophane grotei
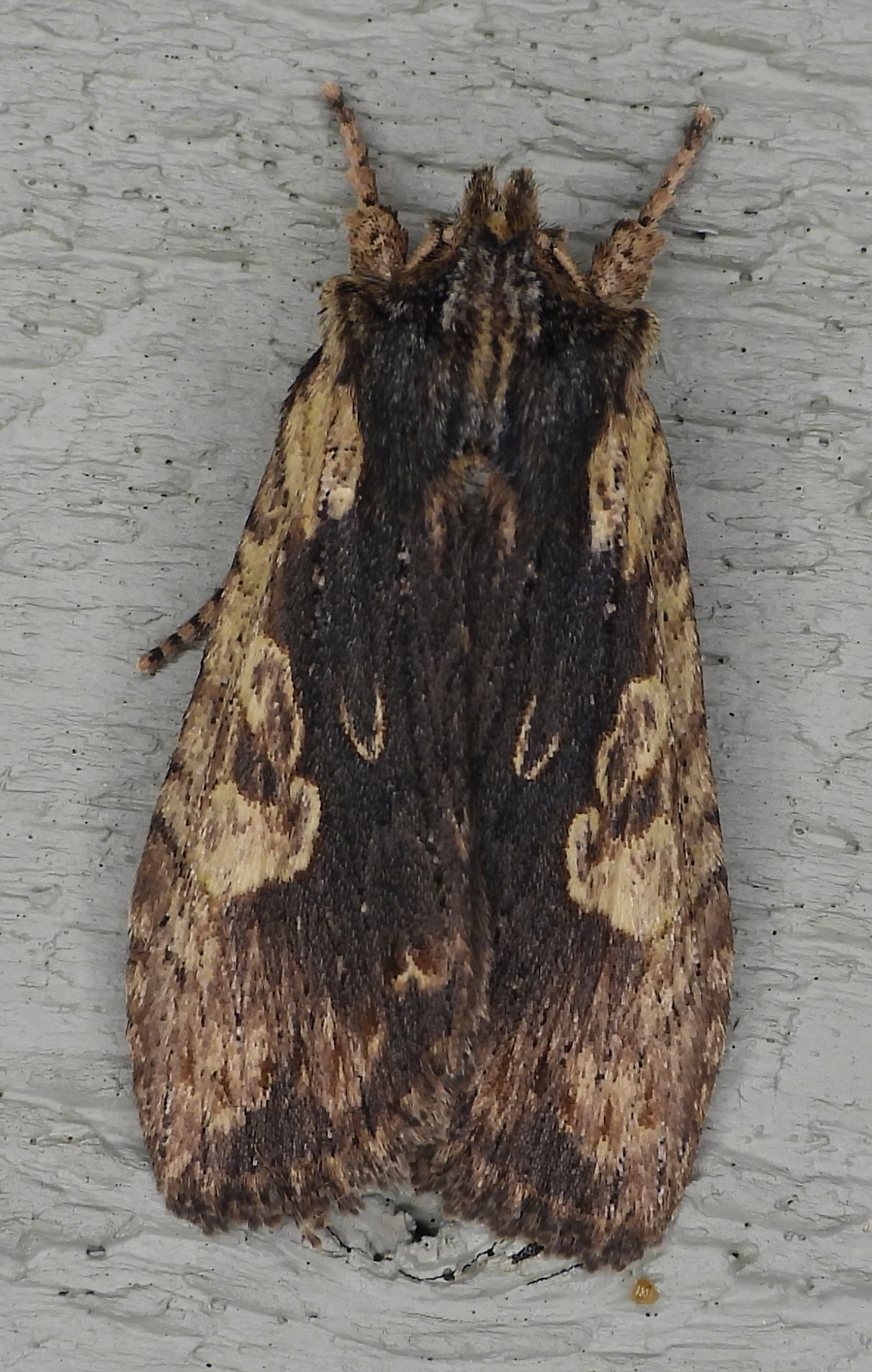
Lithophane hemina
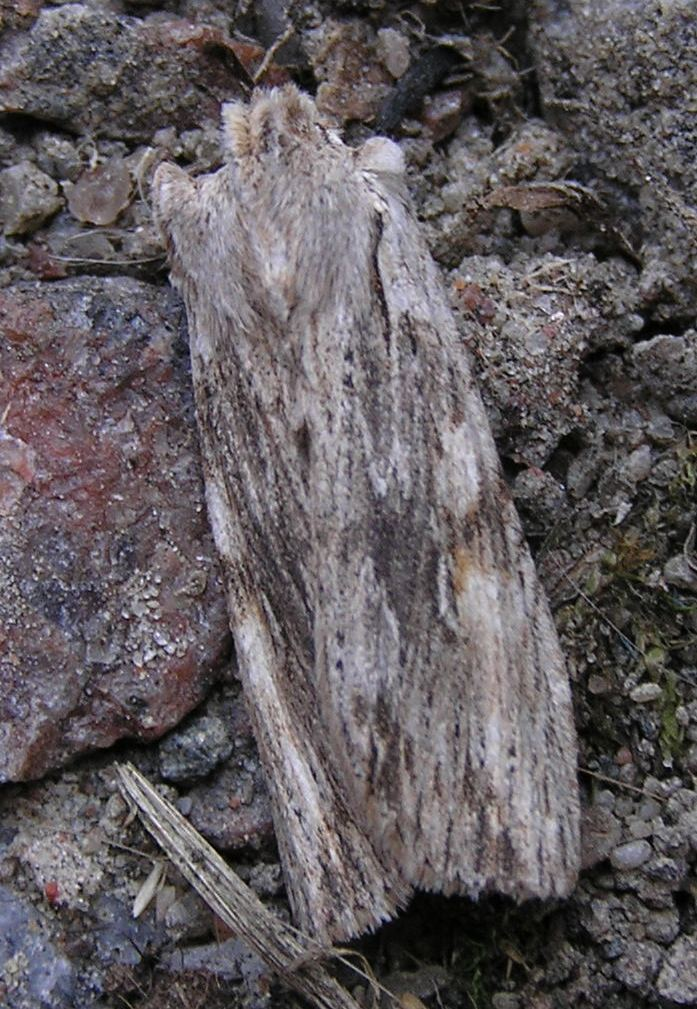
Lithophane hepatica
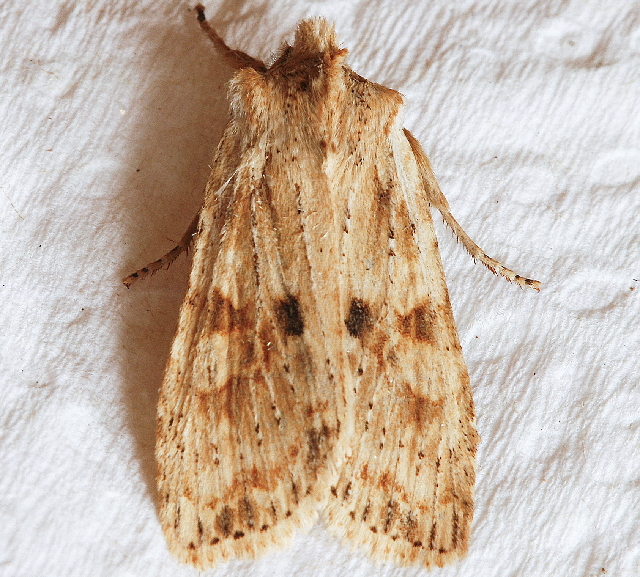
Lithophane innominata
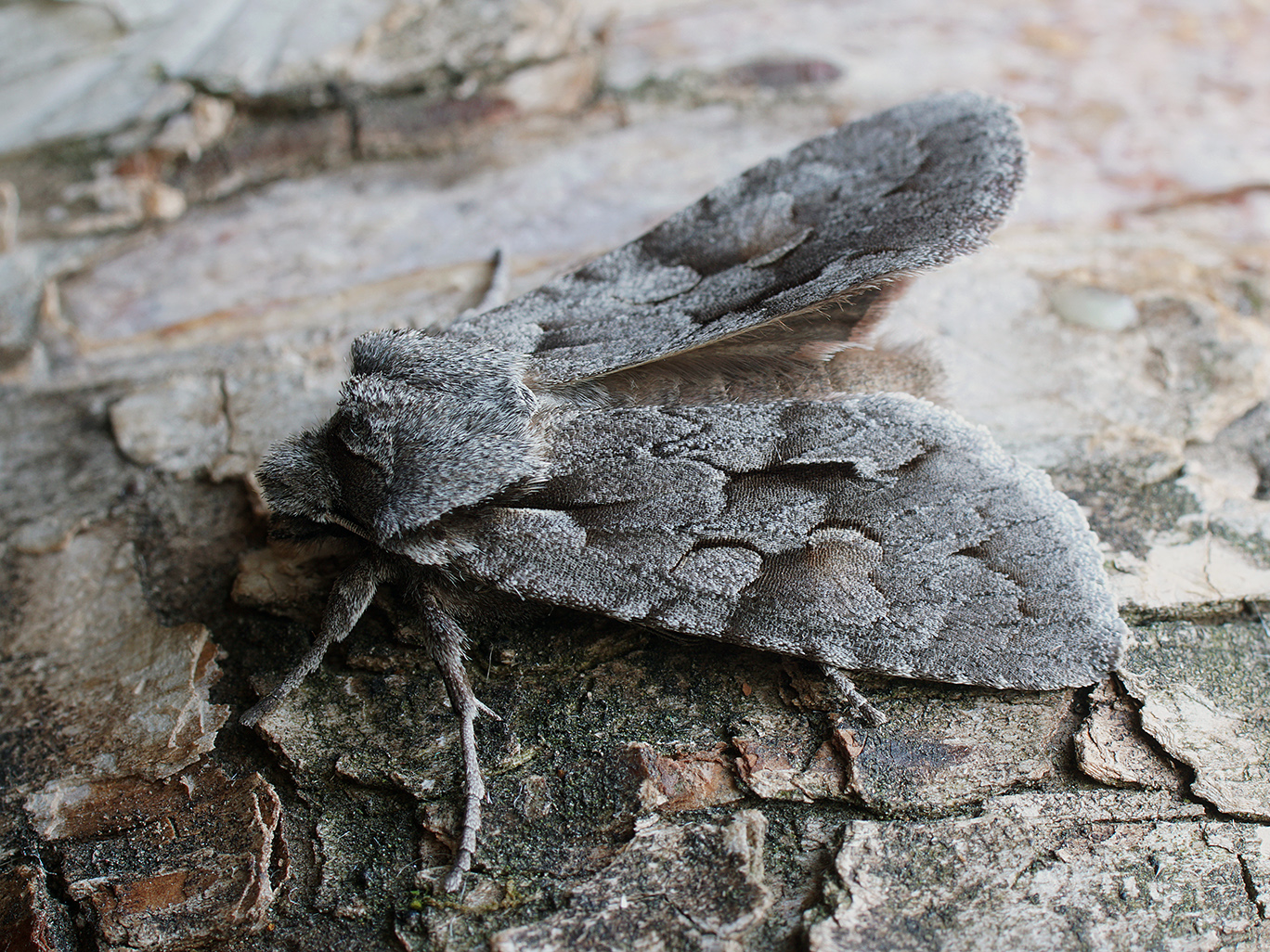
Blågrått träfly, Lithophane lamda
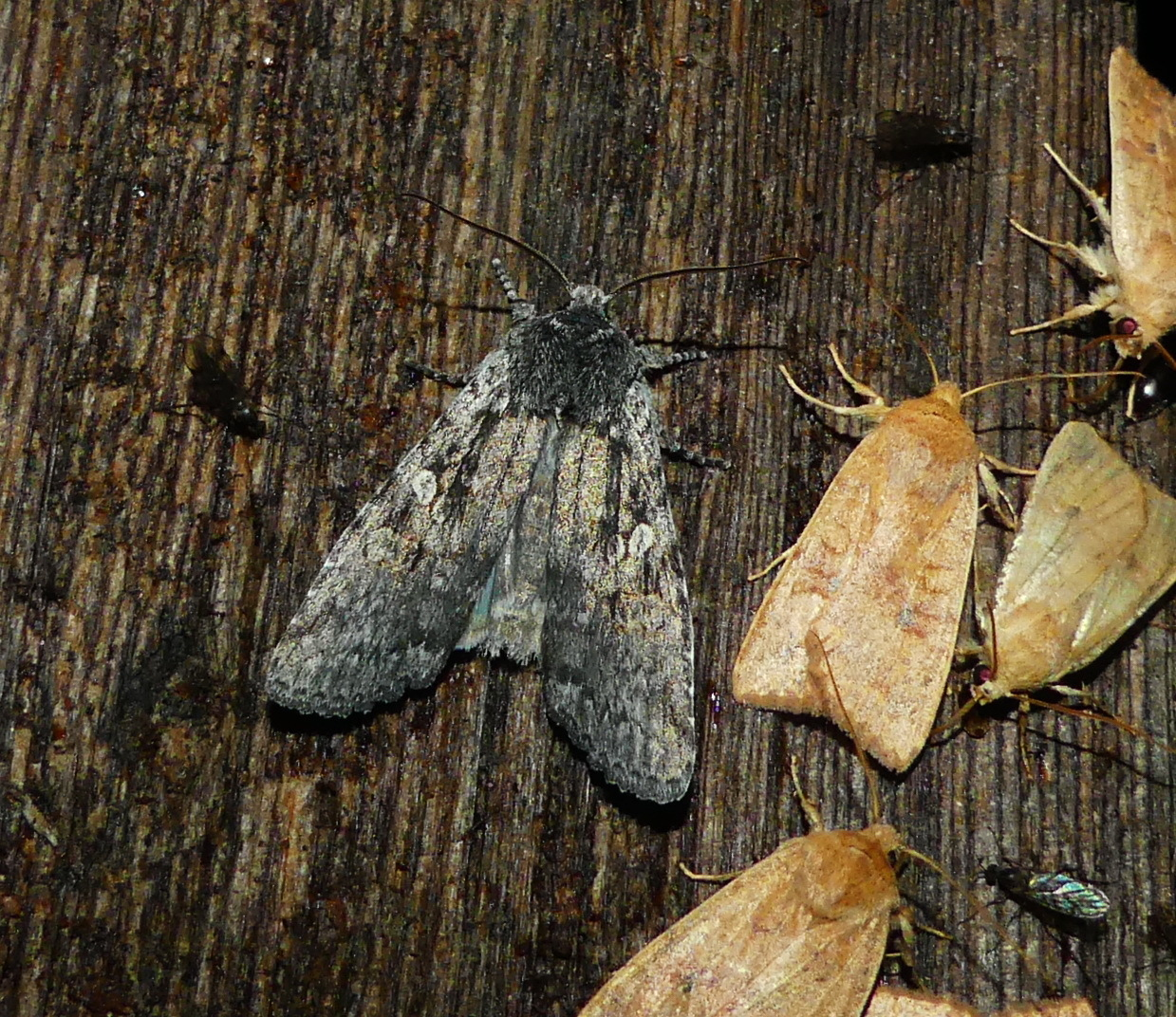
Lithophane laticinerea
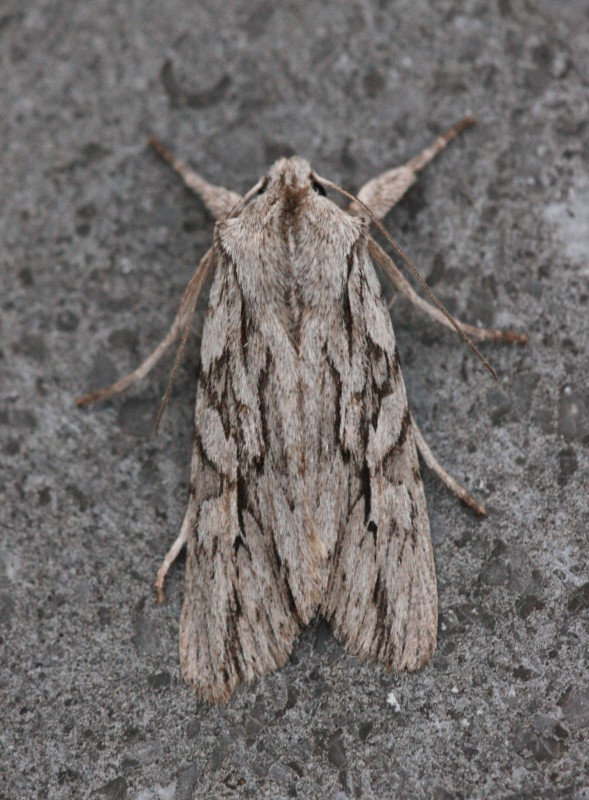
Lithophane leautieri
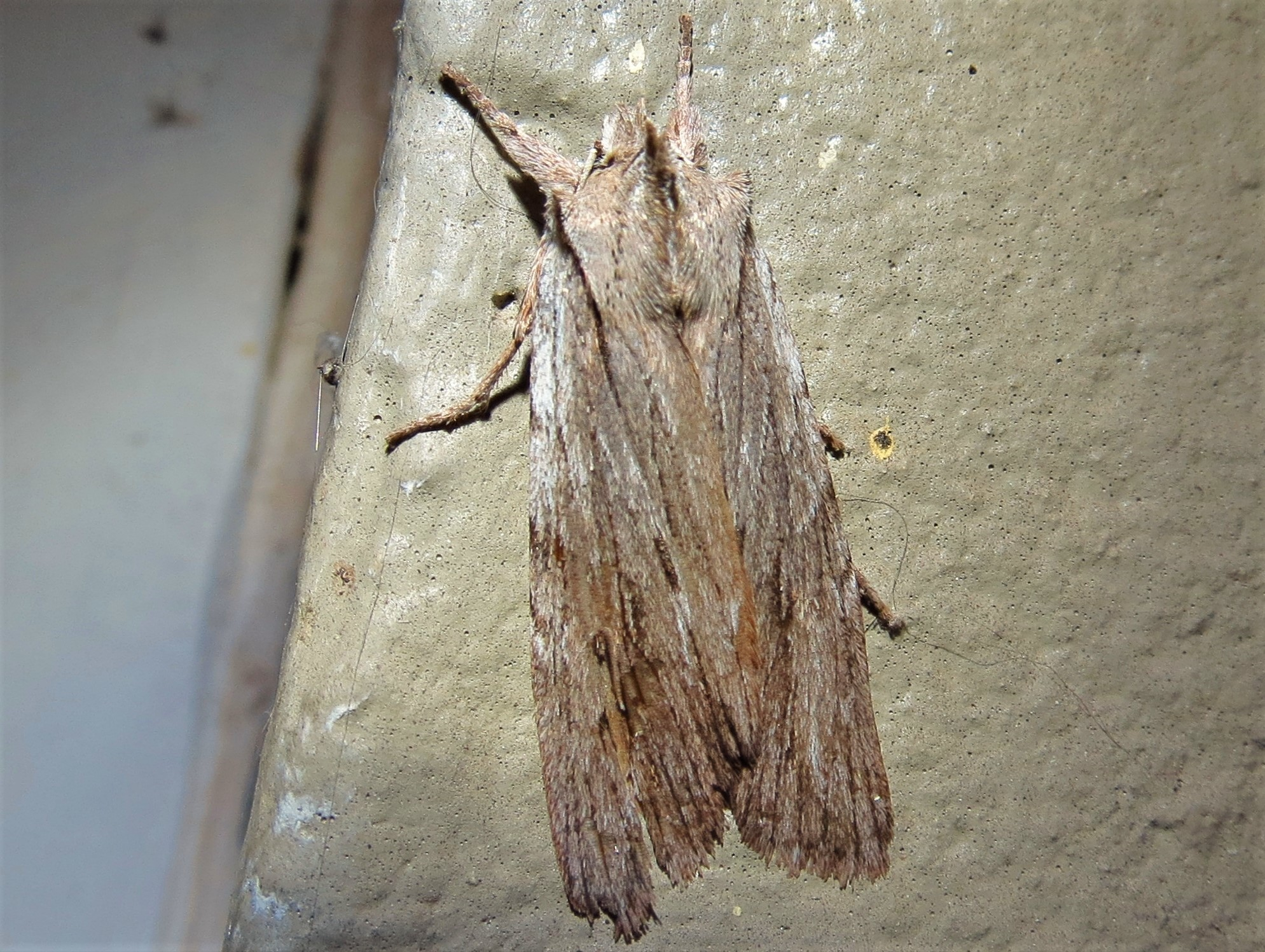
Lithophane lemmeri
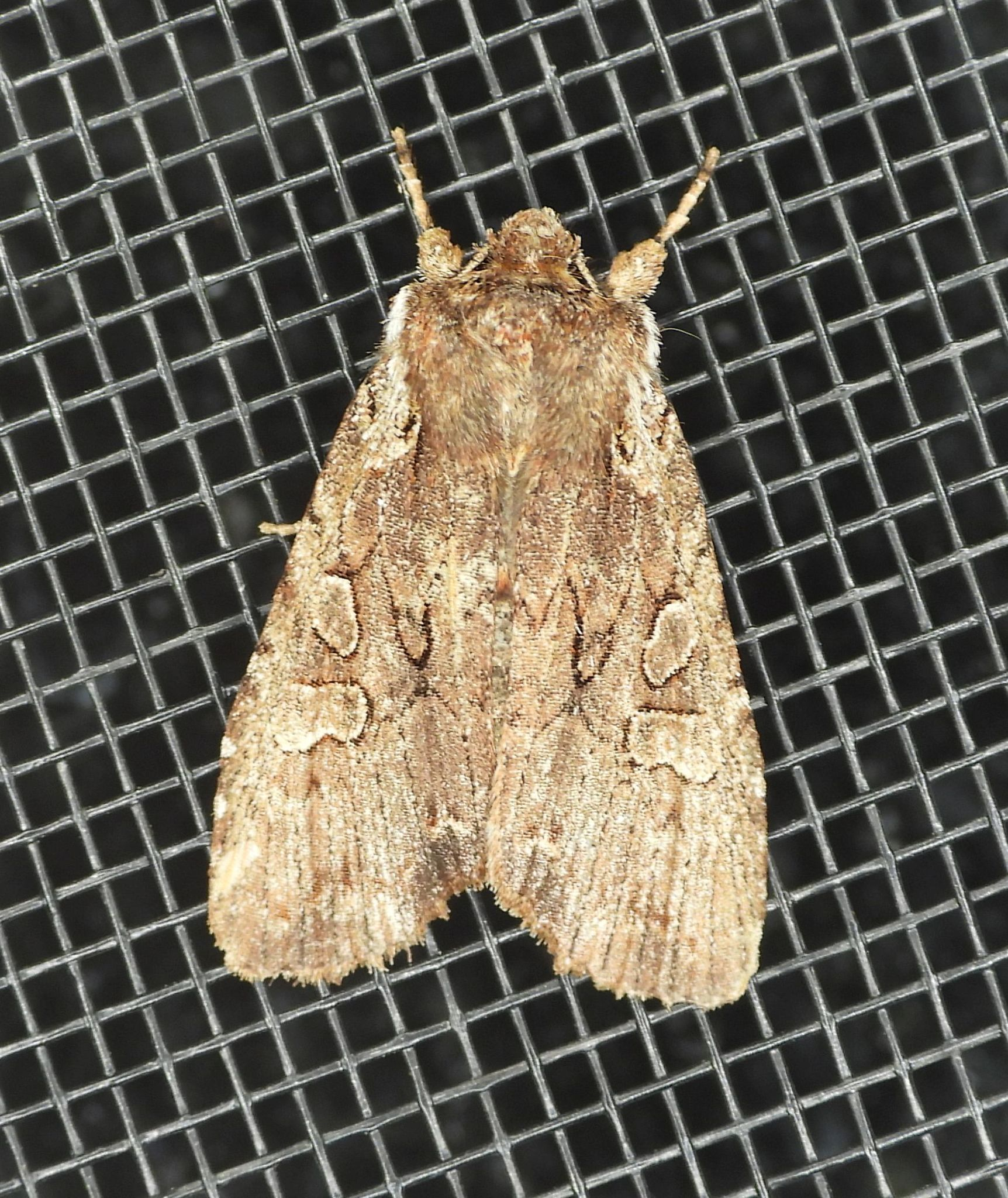
Lithophane oriunda
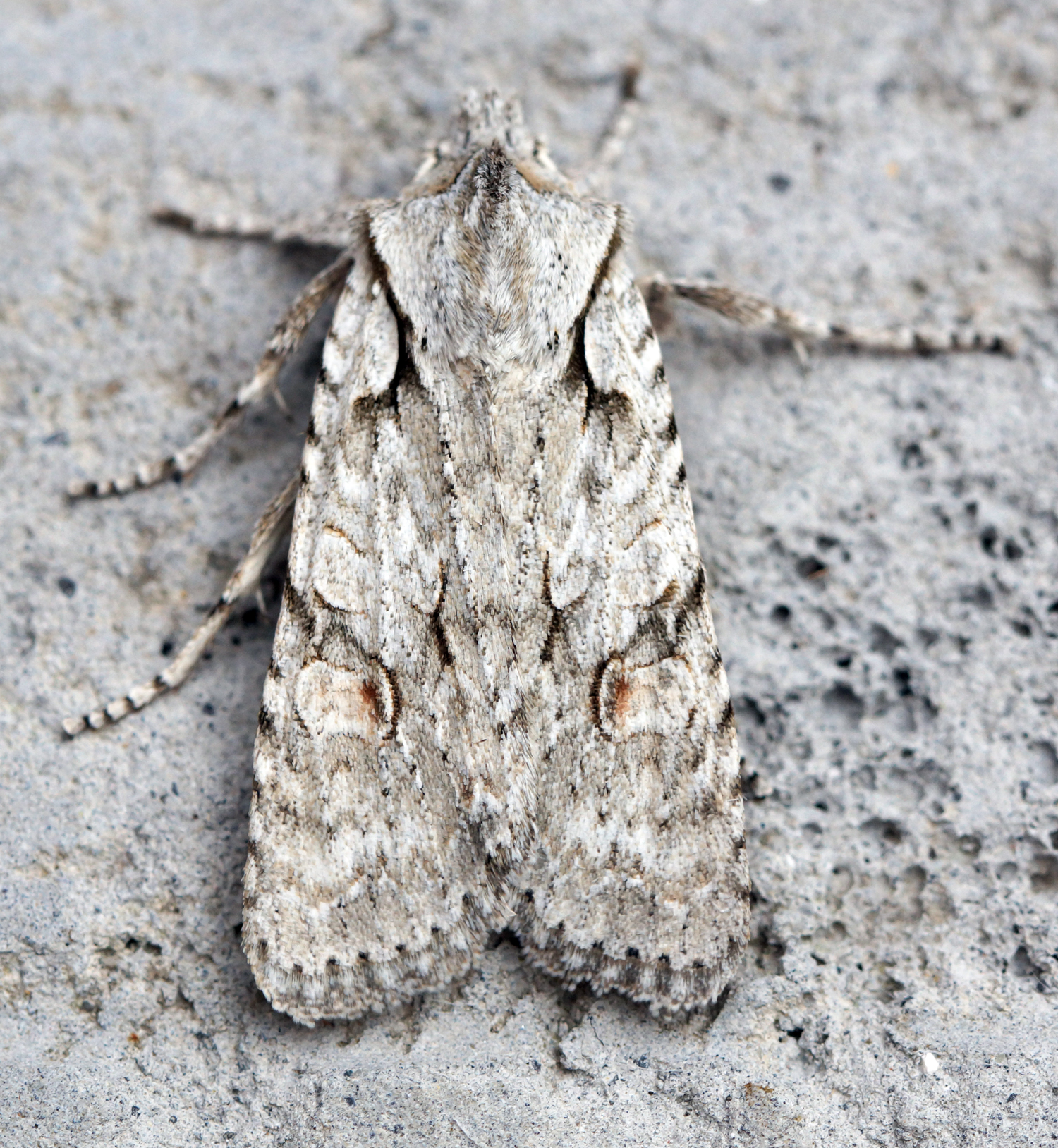
Ljusgrått träfly, Lithophane ornitopus
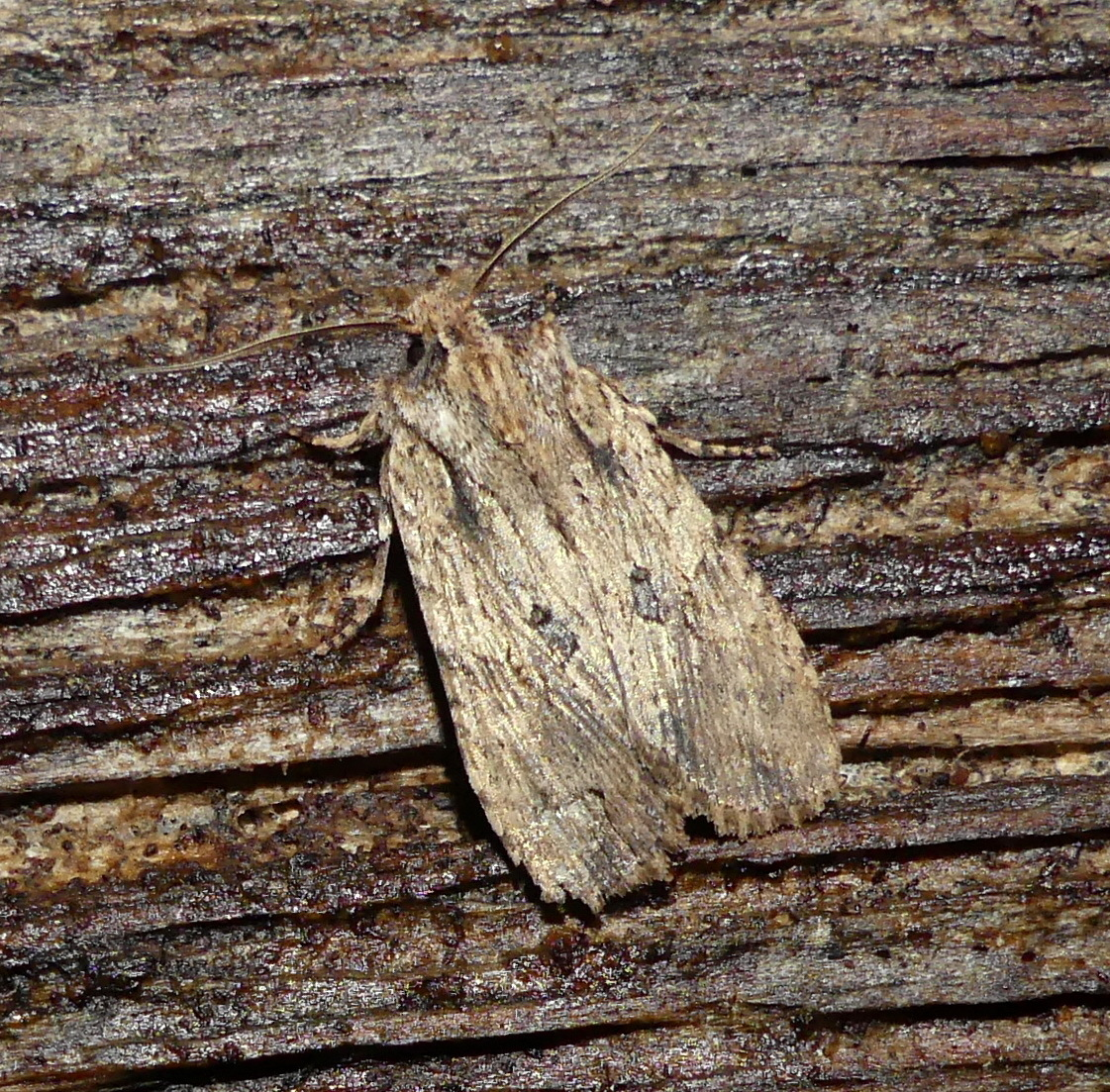
Lithophane patefacta
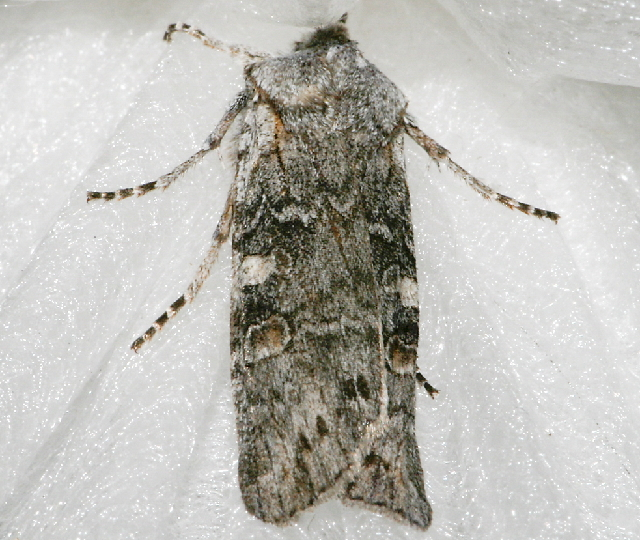
Lithophane pertorrida
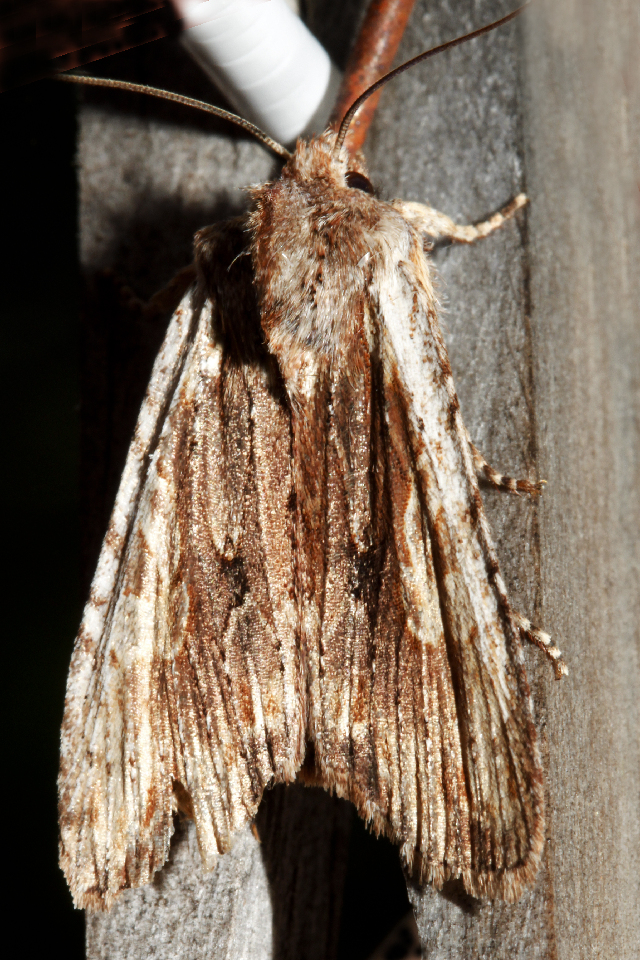
Lithophane petulca
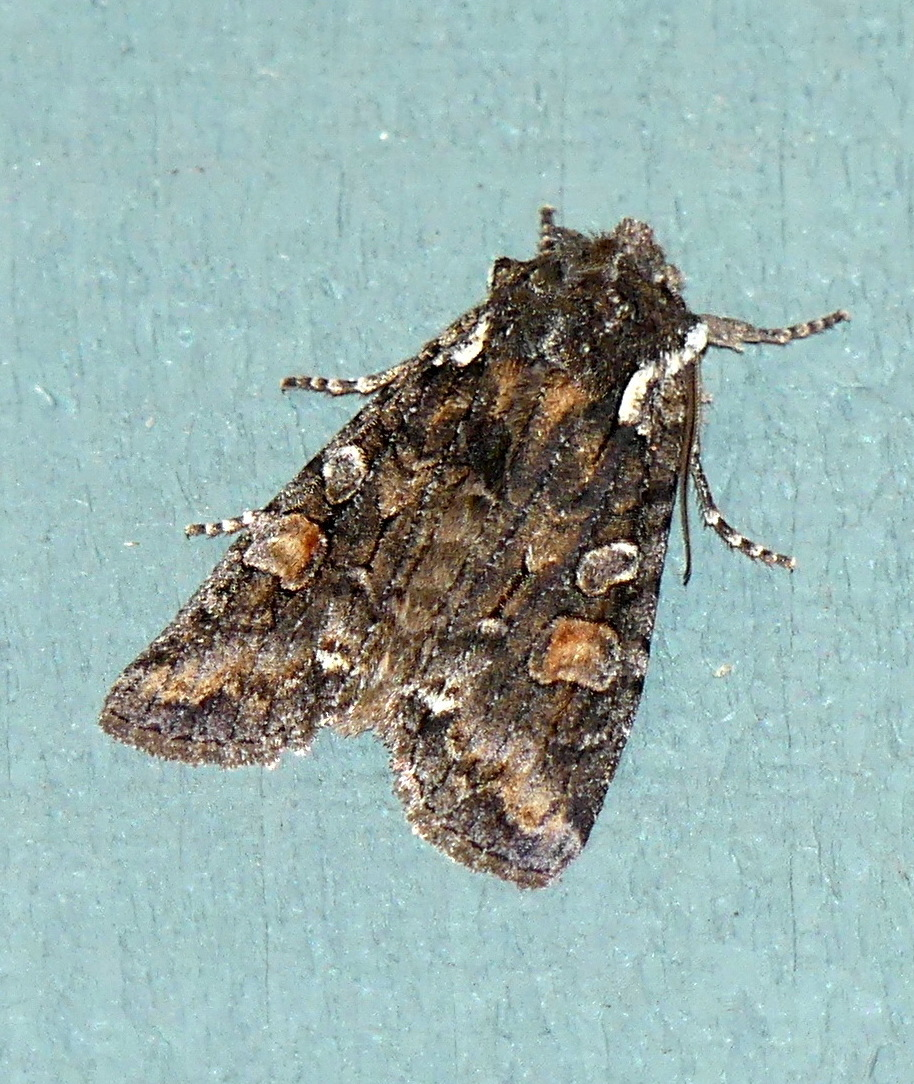
Lithophane pexata
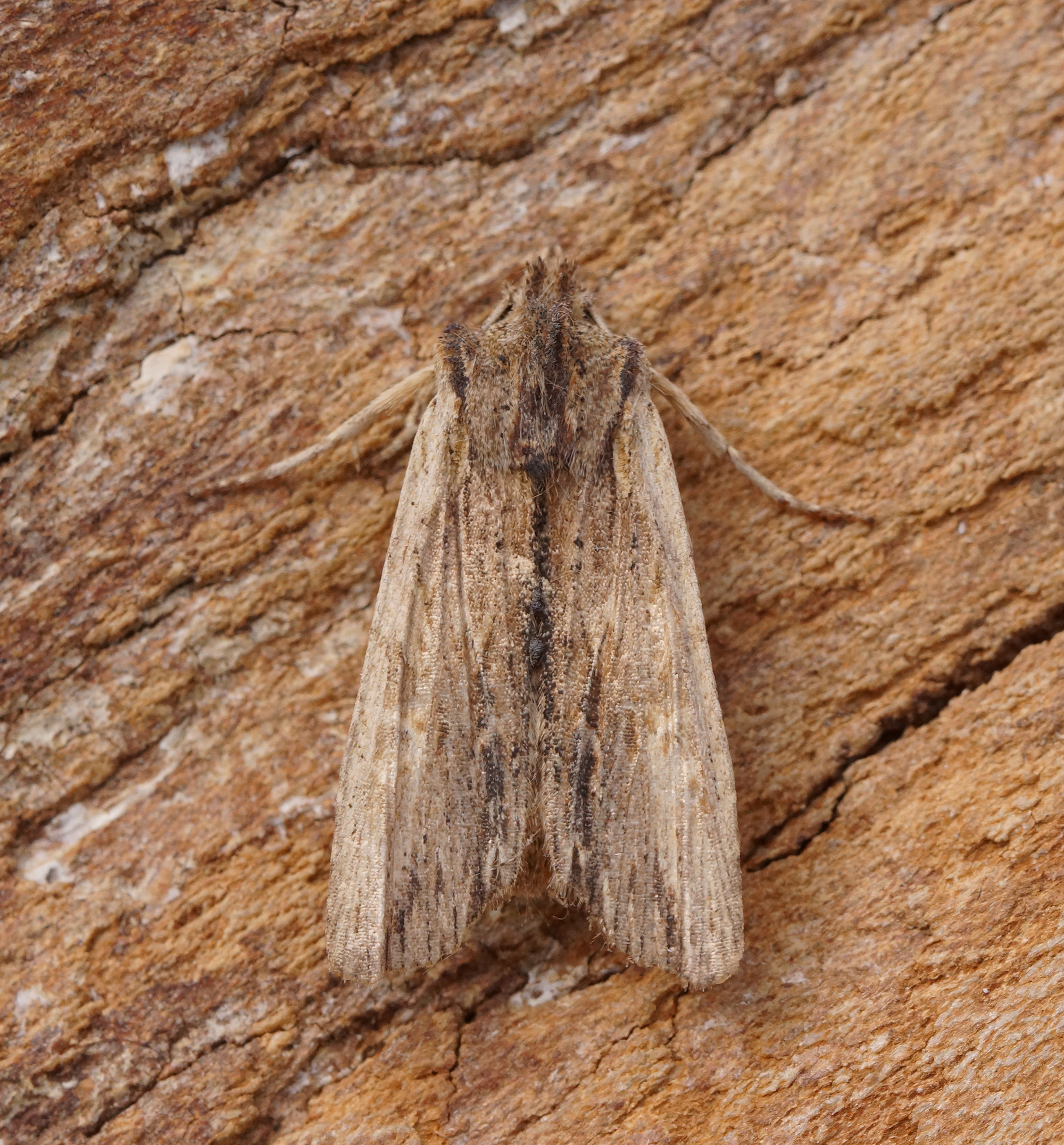
Askträfly, Lithophane semibrunnea
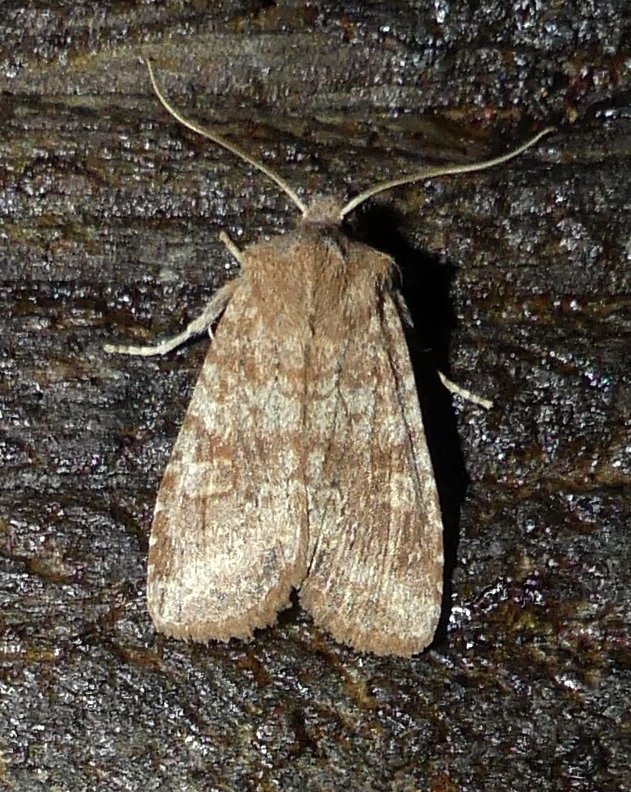
Lithophane semiusta
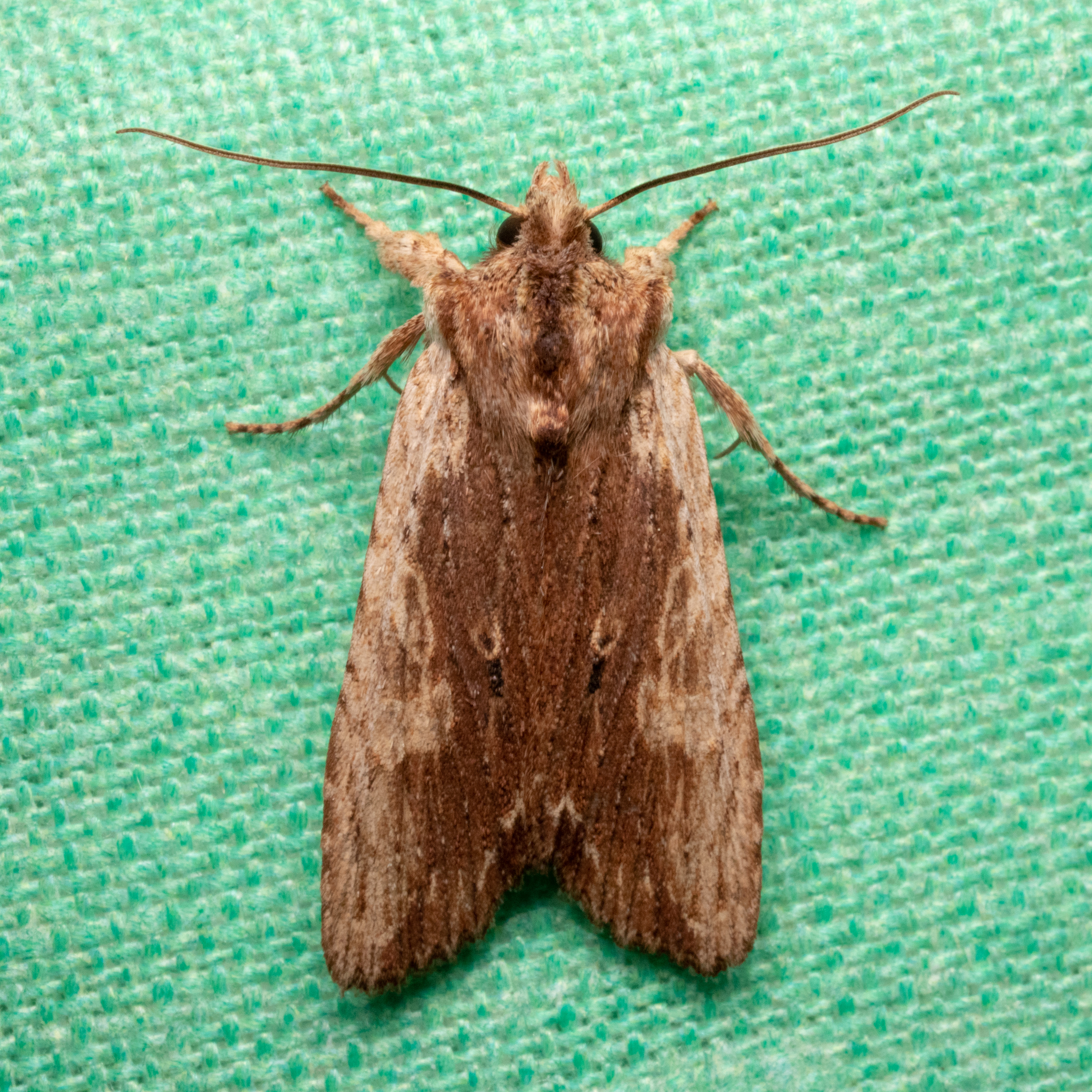
Lithophane signosa
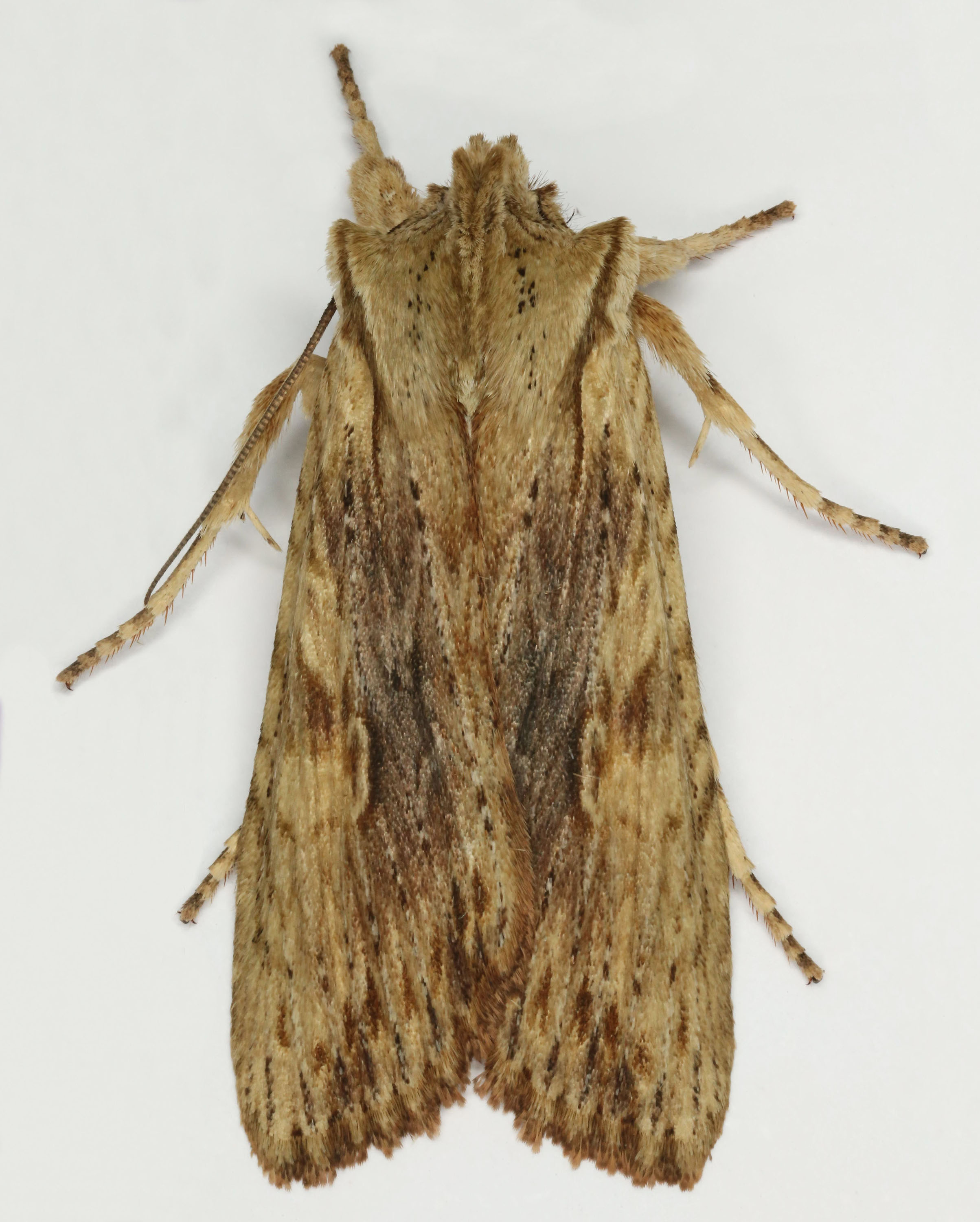
Gråbrunt träfly, Lithophane socia
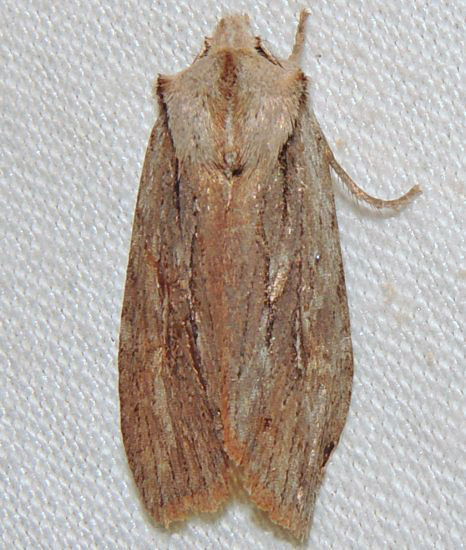
Lithophane thujae
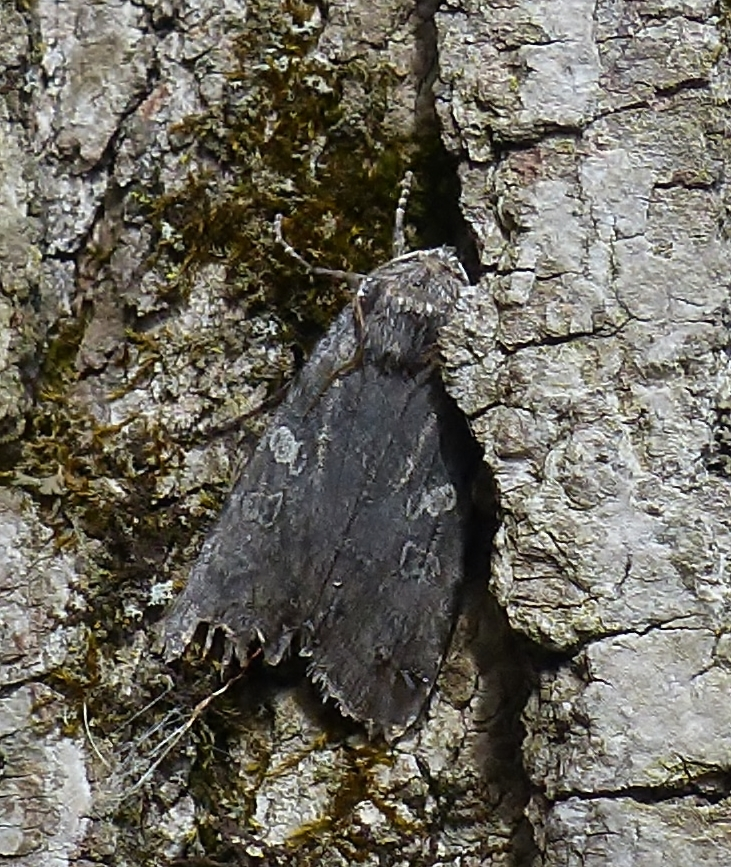
Lithophane unimoda